# 營團6000系電聯車
營團6000系電聯車（日语：／ Eidan 6000-kei densha */?），是東京地下鐵（前帝都高速度交通營團）千代田線使用的通勤型電聯車。於1968年（昭和43年）開始營運，2004年（平成16年）4月營團民營化後，改由東京地下鐵接管，2018年10月5日宣布決定退出定期運用，並且同年11月11日舉辦特別運轉活動後除役。

## 概要
本型車採用20公尺級4門鋁合金製車體，車輛系統積極採用當時最新技術製造的設備，例如：再生制軔、 電機子斬波控制...等。設計使用年限可使用40年以上，另外因採用新技術生產，因此車輛重量輕、維修成本低以及不必去除鐵鏽。從1968年（昭和43年）至1990年（平成2年）量產車以及試造車一共生產了36個編組，共353輛。
1971年3月20日，千代田線大手町站至霞關站延伸段開業，成為日本的第一款商業運營一開始就帶有再生製制軔的電機子斬波器控制車輛。1970年以前阪神電氣鐵道的7001、7101型雖然是第一款採用電機子斬波控制的車，但是沒有再生制軔設計的的車輛。
6000系斬波器控制和機身樣式，成為有樂町線7000系和半藏門線的8000系的藍圖。
因車齡逐漸老邁，本型車於2018年（平成30年）10月5日結束了定期正班車的運用。最後僅存的第02編成以及30編成，於同年的11月11日由綾瀨站至霞關站間一往返的告別活動後正式除役。

## 編成

### 1次試作車
1次試作車製作完成時，曾配屬於東西線，以下是當時的車號。
|          | ←東陽町方向 中野 方向→ |              |              |
| 號車     | 1                      | 2            | 3            |
| 車輛編號 | 6001（初代）           | 6002（初代） | 6003（初代） |

1次試作車更改編號後，轉屬千代田線，以下是現今的車號。
|          | ←綾瀬方向 北綾瀬 方向→ |             |              |
| 號車     | 1                      | 2           | 3            |
| 車輛編號 | 6000-1 (CM1)           | 6000-2 (M2) | 6000-3 (CM3) |

### 2次試作車
2次試作車製作完成時，曾配屬於東西線，以下是當時的車號。
|          | ←西船橋方向 中野 方向→ |              |              |              |              |              |
| 號車     | 1                      | 2            | 3            | 4            | 5            | 6            |
| 車輛編號 | 6011（初代）           | 6012（初代） | 6013（初代） | 6014（初代） | 6015（初代） | 6016（初代） |

2012年上半年10輛編成化以後的編成方式如下。
|      | ←代代木上原 方向 綾瀬・取手 方向→ |           |           |           |           |            |           |           |           |                   |
| 號車 | 1                                 | 2         | 3         | 4         | 5         | 6          | 7         | 8         | 9         | 10                |
| 型式 | 6101 (CM1)                        | 6201 (M2) | 6301 (M1) | 6401 (M2) | 6501 (Tc) | 6601 (Tc') | 6701 (T1) | 6801 (T2) | 6901 (M1) | 6001（2代） (CM2) |

原本沒有列車重組計劃，但是在2012年7月進行時進行改組，因此又恢復了運用。

直到2018年11月11日一般旅客商業運營結束前，該組織的組成如下。
|      | ←代代木上原 方向 綾瀬・取手 方向→ |           |           |            |           |           |           |           |           |                   |
| 號車 | 1                                 | 2         | 3         | 4          | 5         | 6         | 7         | 8         | 9         | 10                |
| 型式 | 6101 (CM1)                        | 6201 (M2) | 6701 (T1) | 6601 (Tc') | 6301 (M1) | 6401 (M2) | 6501 (Tc) | 6801 (T2) | 6901 (M1) | 6001（2代） (CM2) |

### 量產車

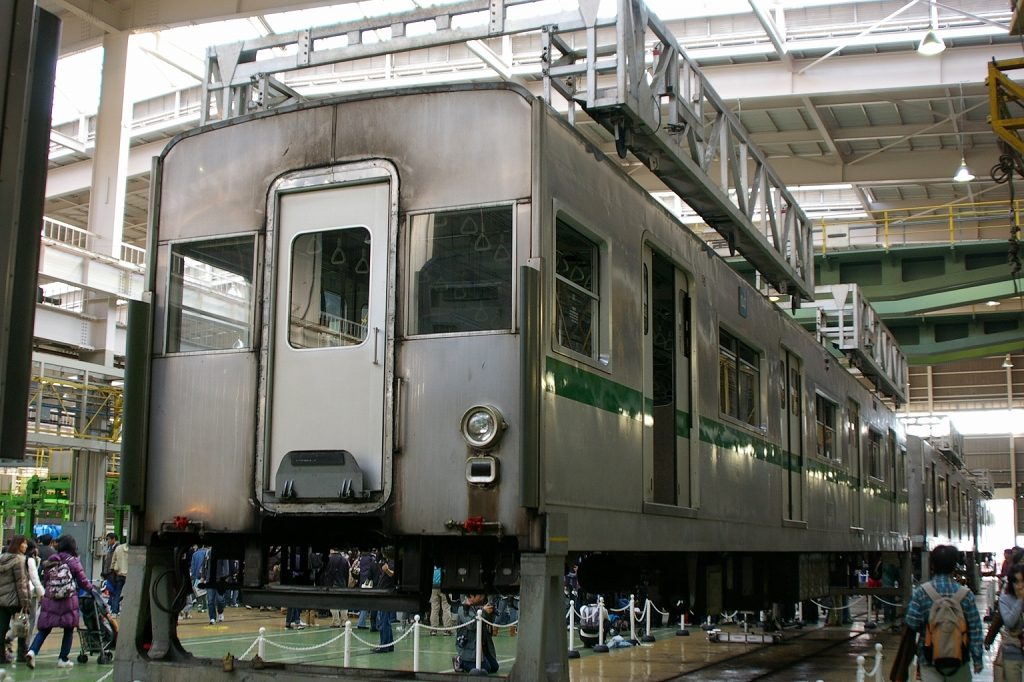
第20編成的中間駕駛台
（2010年11月28日 /綾瀬車輛基地）

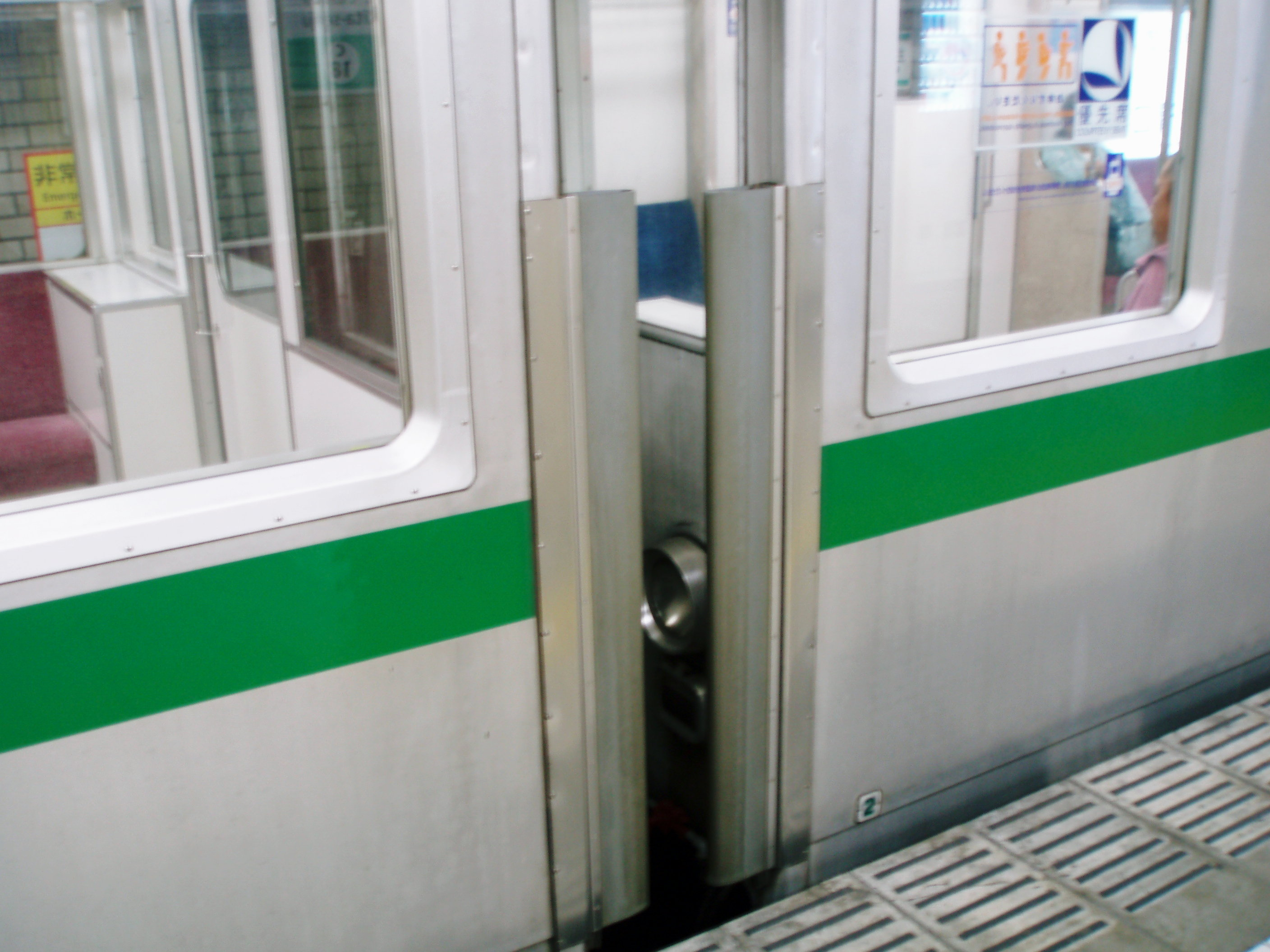
第02編成的中間駕駛台部分
從防墜板中間縫隙可看見車頭燈及車尾燈
（2007年6月 / 北千住站）

量產車(第二編成以後)的編成方式，基本上如下。
|      | ←本厚木、 唐木田、代代木上原 方向 綾瀬、取手 方向→ |             |             |             |             |              |             |             |             |              |
| 號車 | 1                                                  | 2           | 3           | 4           | 5           | 6            | 7           | 8           | 9           | 10           |
| 型式 | 6100型 (CT1)                                       | 6200型 (T2) | 6300型 (M1) | 6400型 (M2) | 6500型 (Tc) | 6600型 (Tc') | 6700型 (M1) | 6800型 (M2) | 6900型 (M1) | 6000型 (CM2) |

- 為了方便車庫內調度，因此6500型及6600型設有駕駛台。
- 在01-22、24、28-32編成中，6200型和6900型車箱中有輪椅空間。
- 4次車以後更新了6000型的控制裝置，改為6900型 (M1) - 6000型 (CT2)

最後進行的編成型式變更，修改後的編組編成方式如下。 另外，在改變輪椅空間配置中，6300型新安裝了輪椅空間。
|      | ←本厚木、 唐木田、代代木上原 方向 綾瀬、取手 方向→ |             |             |             |             |             |              |             |             |              |
| 號車 | 1                                                  | 2           | 3           | 4           | 5           | 6           | 7            | 8           | 9           | 10           |
| 型式 | 6100型 (CT1)                                       | 6300型 (M1) | 6400型 (M2) | 6500型 (Tc) | 6700型 (M1) | 6800型 (M2) | 6600型 (Tc') | 6200型 (T2) | 6900型 (M1) | 6000型 (CM2) |

### 編成表 (1次試作車以外)

#### 編組重排前
| ←本厚木、唐木田、代代木上原方向綾瀬、取手方向→ |      |      |      |      |      |      |      |      |      |    |
| 號車                                           | 1    | 2    | 3    | 4    | 5    | 6    | 7    | 8    | 9    | 10 |
| 車輛編號                                       |      |      |      |      |      |      |      |      |      |    |
| 6101                                           | 6201 | 6301 | 6401 | 6501 | 6601 | 6701 | 6801 | 6901 | 6001 |    |
| 6102                                           | 6202 | 6302 | 6402 | 6502 | 6602 | 6702 | 6802 | 6902 | 6002 |    |
| \|                                             | \|   | \|   | \|   | \|   | \|   | \|   | \|   | \|   | \|   |    |
| 6113                                           | 6213 | 6313 | 6413 | 6513 | 6613 | 6713 | 6813 | 6913 | 6013 |    |
| 6114                                           | 6214 | 6314 | 6414 | 6514 | 6614 | 6714 | 6814 | 6914 | 6014 |    |
| \|                                             | \|   | \|   | \|   | \|   | \|   | \|   | \|   | \|   | \|   |    |
| 6119                                           | 6219 | 6319 | 6419 | 6519 | 6619 | 6719 | 6819 | 6919 | 6019 |    |
| 6120                                           | 6220 | 6320 | 6420 | 6520 | 6620 | 6720 | 6820 | 6920 | 6020 |    |
| 6121                                           | 6221 | 6321 | 6421 | 6521 | 6621 | 6721 | 6821 | 6921 | 6021 |    |
| 6122                                           | 6222 | 6322 | 6422 | 6522 | 6622 | 6722 | 6822 | 6922 | 6022 |    |
| \|                                             | \|   | \|   | \|   | \|   | \|   | \|   | \|   | \|   | \|   |    |
| 6128                                           | 6228 | 6328 | 6428 | 6528 | 6628 | 6728 | 6828 | 6928 | 6028 |    |
| 6129                                           | 6229 | 6329 | 6429 | 6529 | 6629 | 6729 | 6829 | 6929 | 6029 |    |
| \|                                             | \|   | \|   | \|   | \|   | \|   | \|   | \|   | \|   | \|   |    |
| 6132                                           | 6232 | 6332 | 6432 | 6532 | 6632 | 6732 | 6832 | 6932 | 6032 |    |
| 6133                                           | 6233 | 6333 | 6433 | 6533 | 6633 | 6733 | 6833 | 6933 | 6033 |    |
| 6134                                           | 6234 | 6334 | 6434 | 6534 | 6634 | 6734 | 6834 | 6934 | 6034 |    |
| 6135                                           | 6235 | 6335 | 6435 | 6535 | 6635 | 6735 | 6835 | 6935 | 6035 |    |

■：2次試作車 - 第01編成的6101-6201-6301-6401-6901-6001
■：1次量產車 - 第01編成的6501-6601-6701-6801和第02 - 13編成
■：2次量產車 - 第14 - 19編成
■：3次量產車 - 第20・21編成
■：4次量產車 - 第22 - 28編成
■：5次量產車 - 第29 - 32編成
■：6次量產車 - 第33・34編成
■：7次量產車 - 第35編成
以下相同。

#### 編組重排後
僅顯示已重新排列的編組後的編成。
| ←本厚木、唐木田、代代木上原方向綾瀬、取手方向→ |      |      |      |      |      |      |      |      |      |    |
| 號車                                           | 1    | 2    | 3    | 4    | 5    | 6    | 7    | 8    | 9    | 10 |
| 車輛編號                                       |      |      |      |      |      |      |      |      |      |    |
| 6101                                           | 6201 | 6701 | 6601 | 6301 | 6401 | 6501 | 6801 | 6901 | 6001 |    |
| 6102                                           | 6302 | 6402 | 6502 | 6702 | 6802 | 6602 | 6202 | 6902 | 6002 |    |
| 6104                                           | 6304 | 6404 | 6504 | 6704 | 6804 | 6604 | 6204 | 6904 | 6004 |    |
| 6108                                           | 6308 | 6408 | 6508 | 6708 | 6808 | 6608 | 6208 | 6908 | 6008 |    |
| 6109                                           | 6309 | 6409 | 6509 | 6709 | 6809 | 6609 | 6209 | 6909 | 6009 |    |
| 6114                                           | 6314 | 6414 | 6514 | 6714 | 6814 | 6614 | 6214 | 6914 | 6014 |    |
| 6116                                           | 6316 | 6416 | 6516 | 6716 | 6816 | 6616 | 6216 | 6916 | 6016 |    |
| \|                                             | \|   | \|   | \|   | \|   | \|   | \|   | \|   | \|   | \|   |    |
| 6119                                           | 6319 | 6419 | 6519 | 6719 | 6819 | 6619 | 6219 | 6919 | 6019 |    |
| 6120                                           | 6320 | 6420 | 6520 | 6720 | 6820 | 6620 | 6220 | 6920 | 6020 |    |
| 6121                                           | 6321 | 6421 | 6521 | 6721 | 6821 | 6621 | 6221 | 6921 | 6021 |    |
| 6134                                           | 6334 | 6434 | 6534 | 6734 | 6834 | 6634 | 6234 | 6934 | 6034 |    |

## 車輛概述
乘務員室配色為綠色，駕駛室儀表板為藏青色。主控制器是旋轉兩手柄型。除北綾瀬支線用的車沒設置駕駛失能保護系統外，其餘車輛皆有設置此系統。
駕駛室左右兩側皆有設置乘務員門，駕駛座後方設有ATC控制箱，從乘員室門的窗戶上室看不到駕駛員座椅。 但是，從第22編成開始，在駕駛座椅的後部安裝了一個小窗（車掌監視窗）。
最初的主要原型在乘員室隔斷的中央有一個小窗口，但後來在設備更新時被填滿。 如上所述，在第二個原型之後，由於設備的增加，被廢除了窗戶設計。

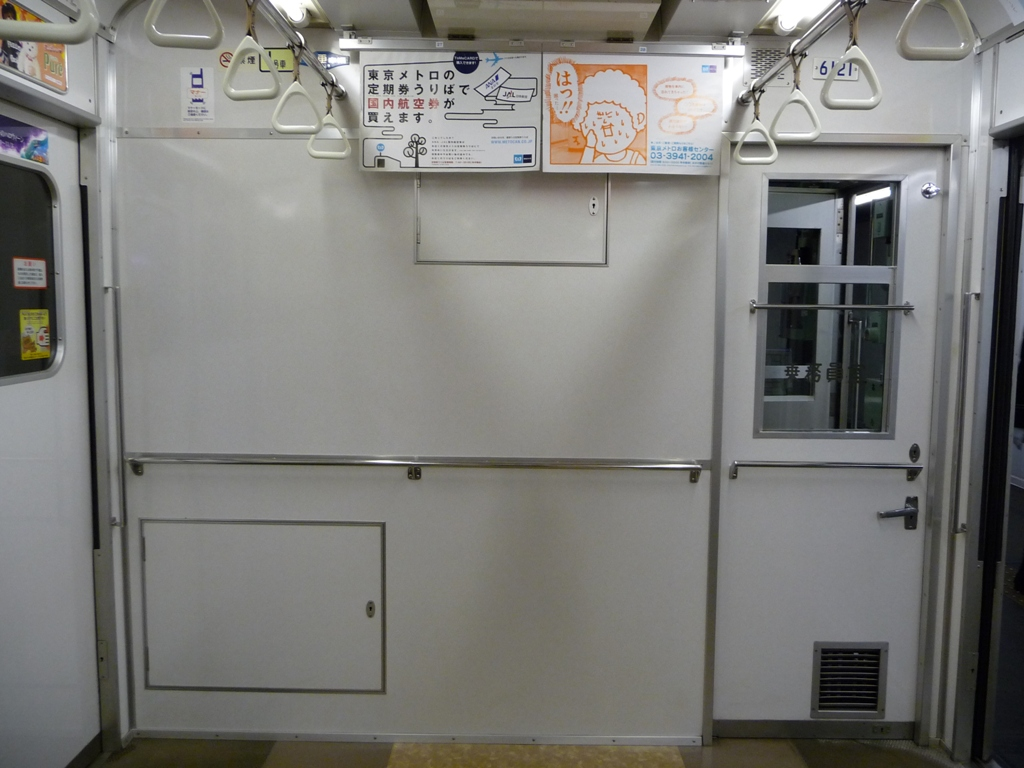
3次量產車的乗務員室隔板 （圖中剛好乘務員室的窗戶有打開）
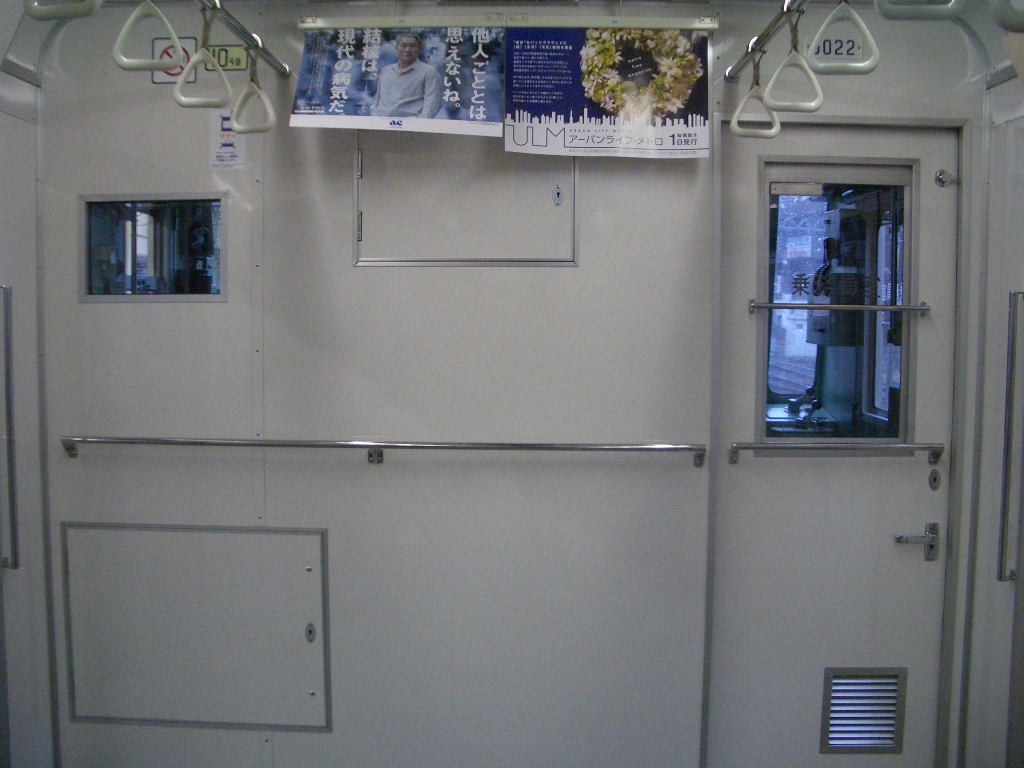
4次量產車的乗務員室隔板 駕駛室後面安裝了一個小監視窗
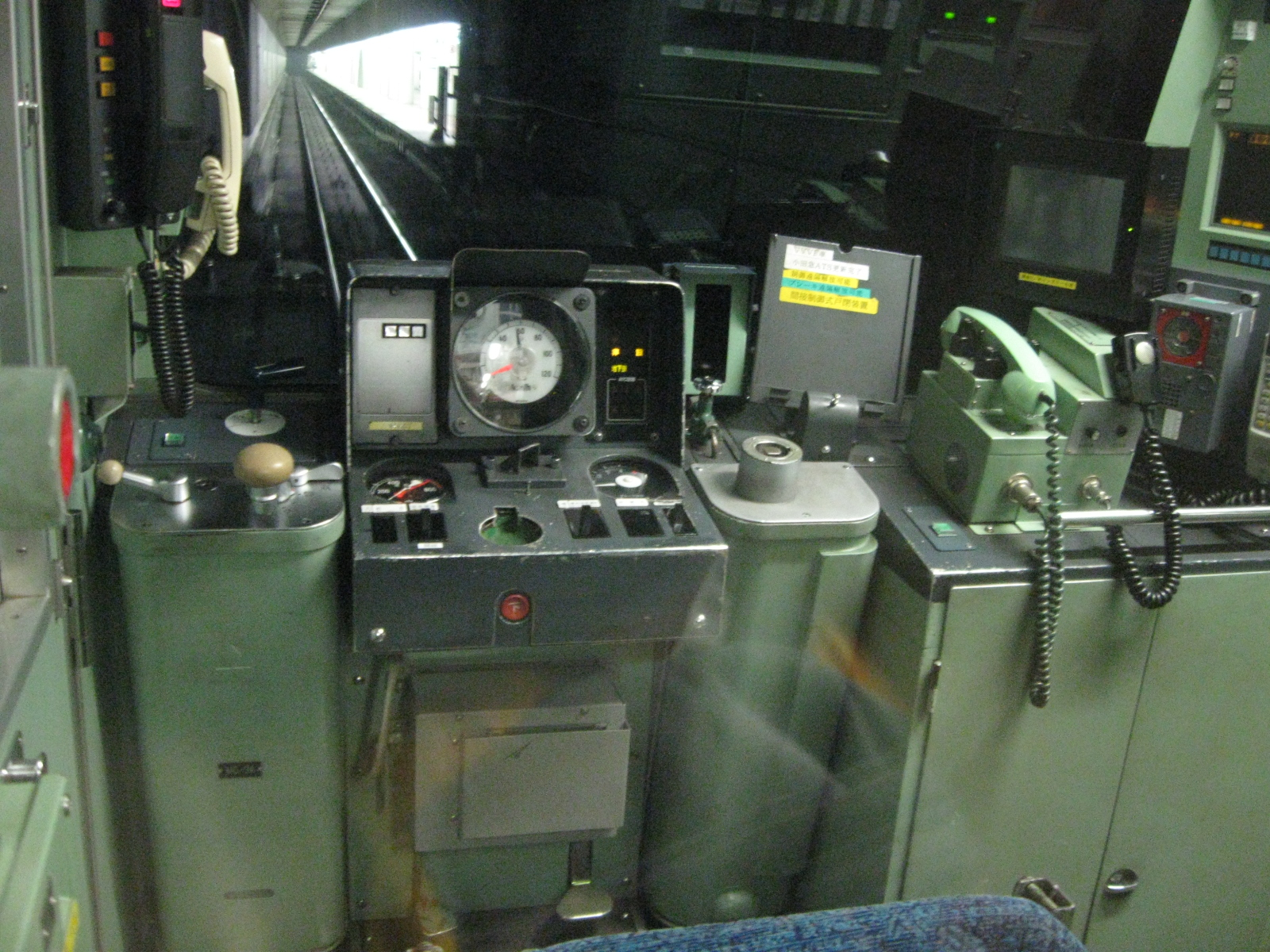
駕駛台（5次量產車 6030號車）

### 1次試作車（1968年）

#### 外觀、車輛設備

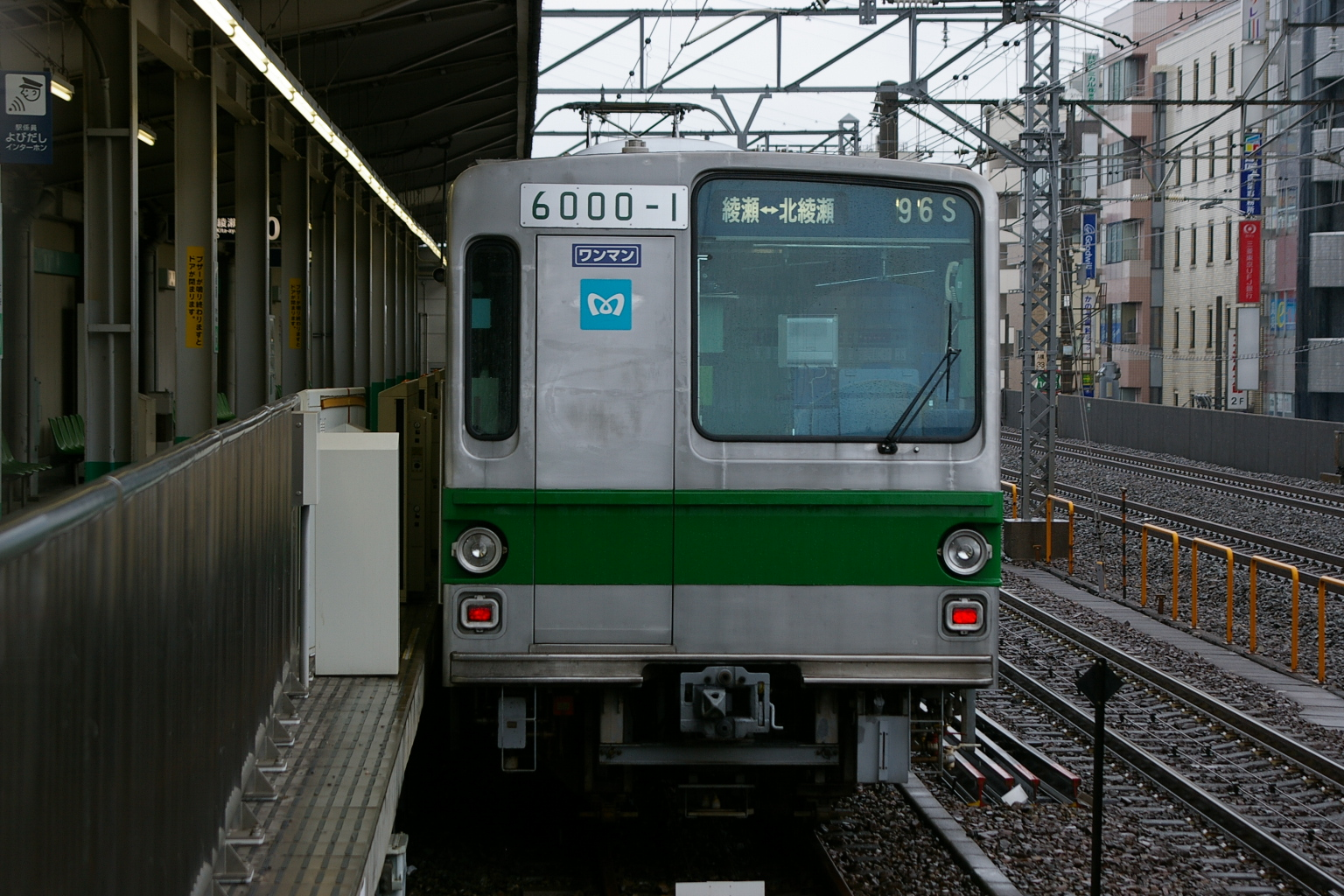
1次試作車
（2007年9月30日 / 綾瀬站）

1968年（昭和43年）4月，世界首款 斬波控制車問世，編組為3輛編成的鋁合金製車，由汽車製造生產。
最初車號為6001、6002和6003號的列車，6001號使用三菱電機的斬波器，6002號使用多段式電阻控制，6003號使用日立製作所的斬波器，每個控制設備可以控制八台95kW的主馬達，並且進行了斬波器和電阻控制的比較測試。
採用當時新型再生製動器的電指令式空氣制軔作為制軔裝置。另外，6003採用了垂直軸型單手柄式主控制器，當時在日本很少見。
駕駛台前方設有大片擋風玻璃，上緣設有行先顯示器以及車次顯示器。為了確保駕駛員的安全視野，因此將緊急逃生門靠左邊設置，並且增加了駕駛室的空間。這種設計方式是由日本車輛研發，此種設計也影響了後續行使於地下的鐵車輛的設計。

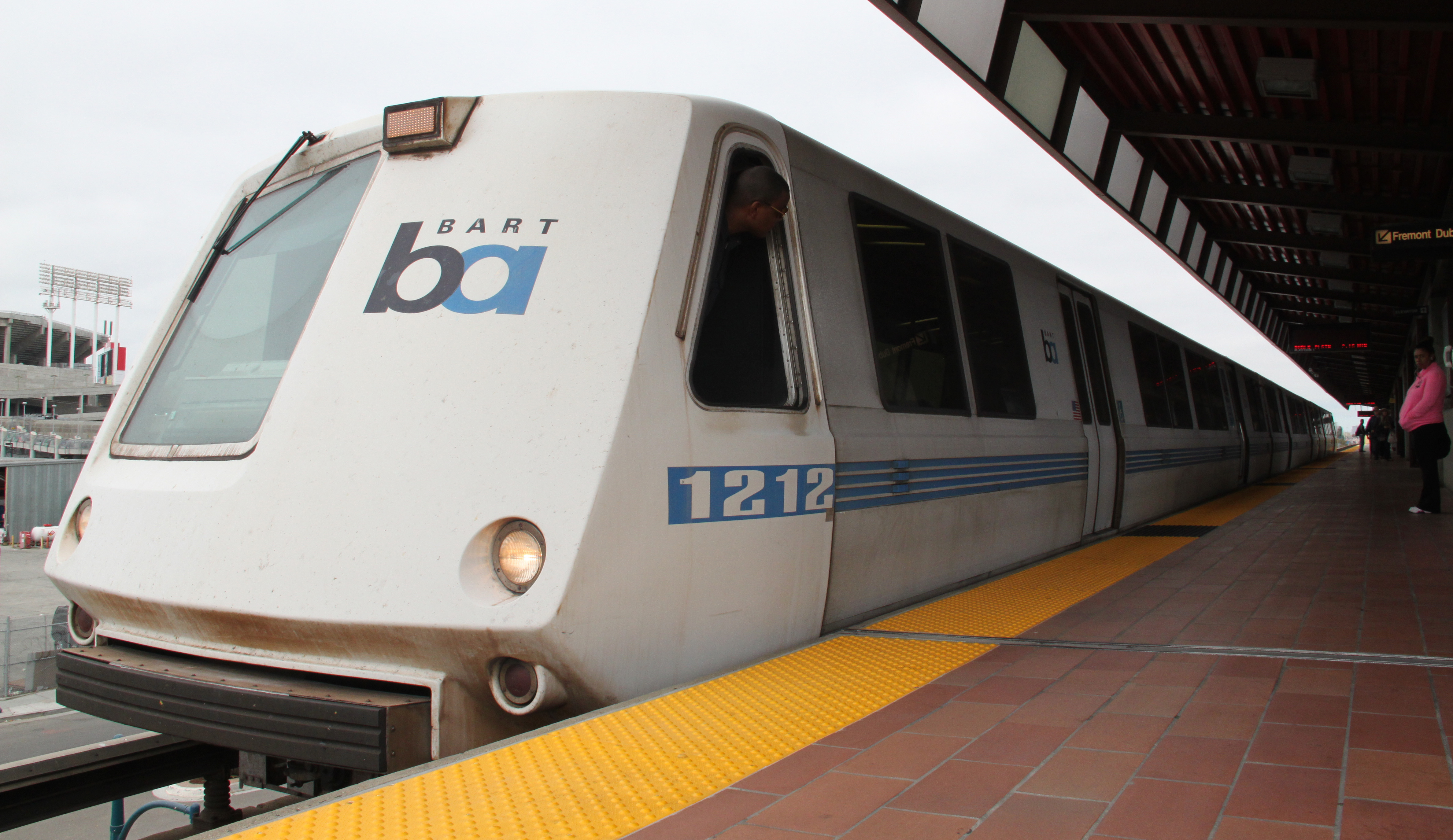
BART的車
（非貫通先頭車的A車輛）

在製造初期，在車身的下擺安裝了用於抑制噪音的車裙，後來由於在維護過程中有必需裝上和拆下，因此為了養護方便，拆除防噪音的側車裙，僅保留了前車裙（排障器），但最終也將其拆除。
雖然有人說這種設計受到舊金山灣區BART運行的影響，但實際上BART的車輛設計及其外型是在1960年代中期於1972年公開之前。 據透露，當時的BART受日本車輛設計師栗原康宏的影響很大。
本型量產車考慮會與日本國有鐵道(現JR東日本)常磐緩行線以及小田急的小田原線實行直通運轉，因此車體規格採用20公尺級單側4門車。於千代田線開業以前，主要配屬東西線的深川車輛基地。

#### 車内内装

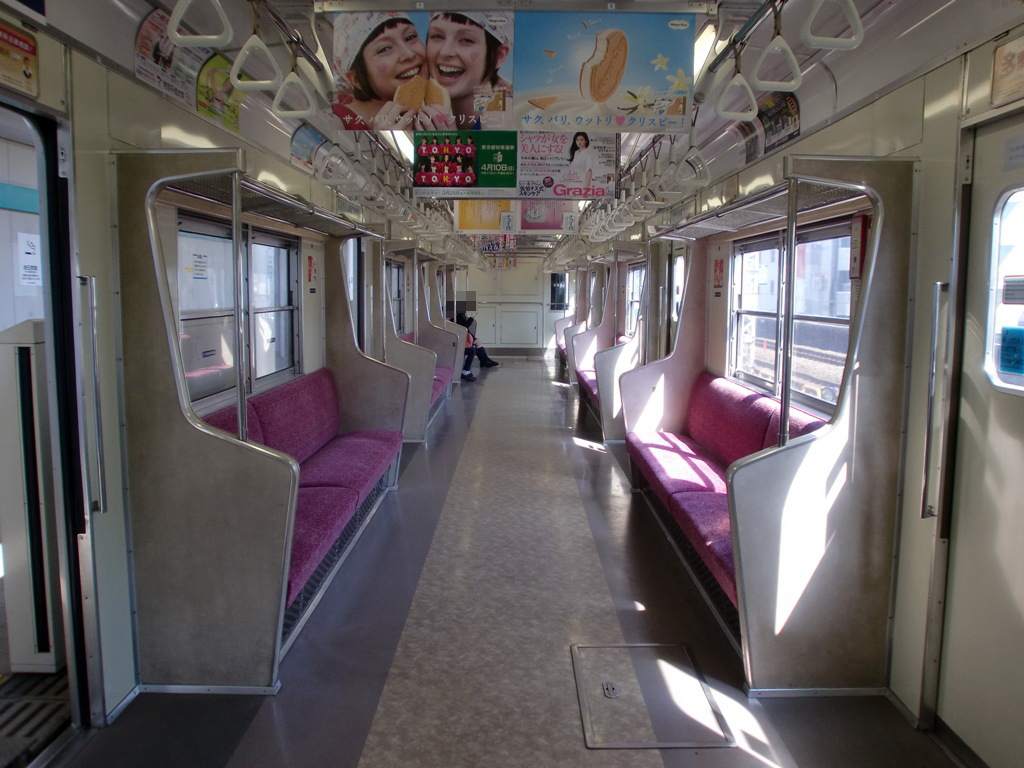
1次試作車的内裝
（更新、座席椅更換後）

車內的飾板顏色為兩側為深米色，天花板為淺灰色，地板為棕色。座椅的絨布顏色為紅色，整體採用暖色調。為作為新型電車設計標竿，座椅旁邊的隔板已從鋼管更改為帶有木紋的飾板。
連結斷面的貫通門是較大無門，可以直接與其他車廂相通，並且設有大型連通風擋。再當時貫通風擋皆採用圓弧皮革作為風擋，這次是日本首次採用三角形的設計。
車頂設有直徑50cm的旋轉電風扇，並用簡易型冷氣機。
為了減輕車輛的重量，側車窗設計有上層下降和下層上升式兩種，用以減小開口尺寸，並且縮小車門窗。車門中間使用厚實的H橡膠支撐。

#### 後續狀況

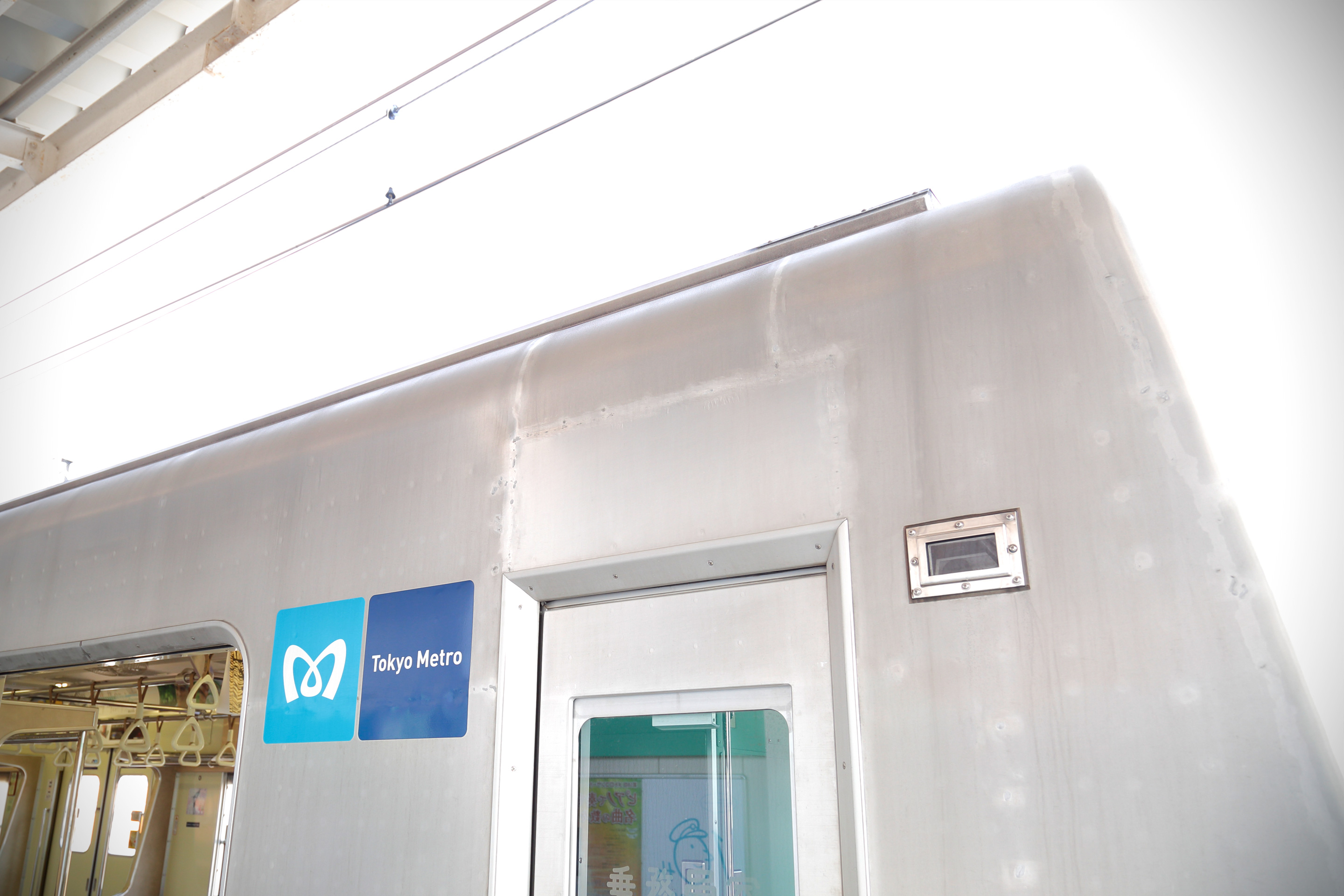
一次試做車補強痕跡

剛完工時，配屬於東西線的深川車輛基地，且僅行駛於地下化區間。東陽町站 ~ 西船橋站 延伸線開通之後，於延伸線上進行性能測試。1970年（昭和45年）回送至綾瀬車輛基地，此時，安裝了CS-ATC，移除了兩個用於測試的斬波器控制設備，保留了電阻控制，並且將拖車動力車比改為2M1T形式。 由於車號與量產車重疊，因此將其更改為6000-1 ~ 6000-3的車號。
之後，在1973年3月（昭和48年）3月為了測試有樂町線7000系所需要的機電設備，因此將機電設備改為AVF斬波控制行測試，1978年（昭和53年）11月為了測試VVVF控制，因此改成VVVF控制器，主電動機也改成130kW三相交流鼠籠式馬達。1979年（昭和54年）12月北綾瀬支線開業，運行運用改為北綾瀬站 - 綾瀬站行駛。1994年（平成6年）進行冷氣化改造。2002年（平成14年）駕駛台設備更新。

### 2次試作車（1969年）

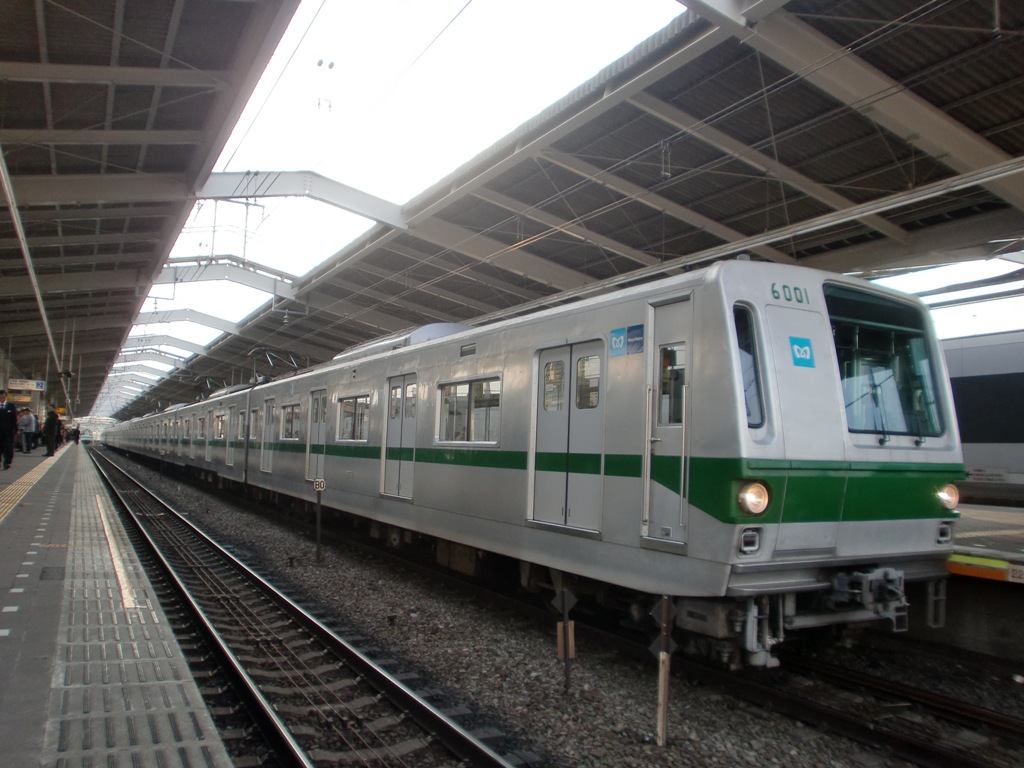
第2次試作車 (6101F)
（2010年4月6日 / 代代木上原站）

在外觀上，取消了車裙設計，一開始，就像第一次車一樣，車體構造大量採用鋁擠型製造，以減輕車體重量，並且在製造車身時考慮到設備安裝的便利性，因此內部留有安裝空間，因此車輛結構的重量已從原型車的5.0噸減輕到4.3噸。
一開始使用手動幕式型先，列車車側無設置列車型先，為了能與小田急直通運轉，因此列車車頭行先改成全自動LED，列車車側也加裝了LED顯示器，列車車內地板改成了灰色在該車輛中，座椅靠背的傾斜機構安裝在車牆上。 車門玻璃的尺寸沒有改變，但是由於金屬固定，因此變得更加乾淨。與第一輛原型車不同的地方有，出廠時已經安裝了電風扇以及電熱暖氣機。
1970年（昭和45年）秋季進行了量產化改造，由汽車製造進行改造，安裝了與常磐緩行線直通運轉的CS-ATC、列車無線電系統以及控制裝置等上安裝了弱磁電路，1971年（昭和46年）2月轉移到了千代田線，並且編組增加了四輛拖車，並且編好改成了6101編成。
之後，在1972年12月（昭和47年）改裝了6輛拖車的轉向架，由FS-368C型改成了FS-378型。
由於生產批次不同，駕駛台車式動力車，床下設備較長，並且車輛淨空超出了小田急線的車輛淨空，另外也未安裝小田急線的安全保安裝置，因此此編組無法駛入小田急線。
1994年（平成6年）9月進行了冷氣化改造，是本系列所有列車最晚安裝空調系統的編成。1999年（平成11年）1月進行了車體更新、內裝更新以及主控制器更換成VVVF控制。車身下擺多了一個缺口。

### 1、2次量產車（1970年 - 1972年）

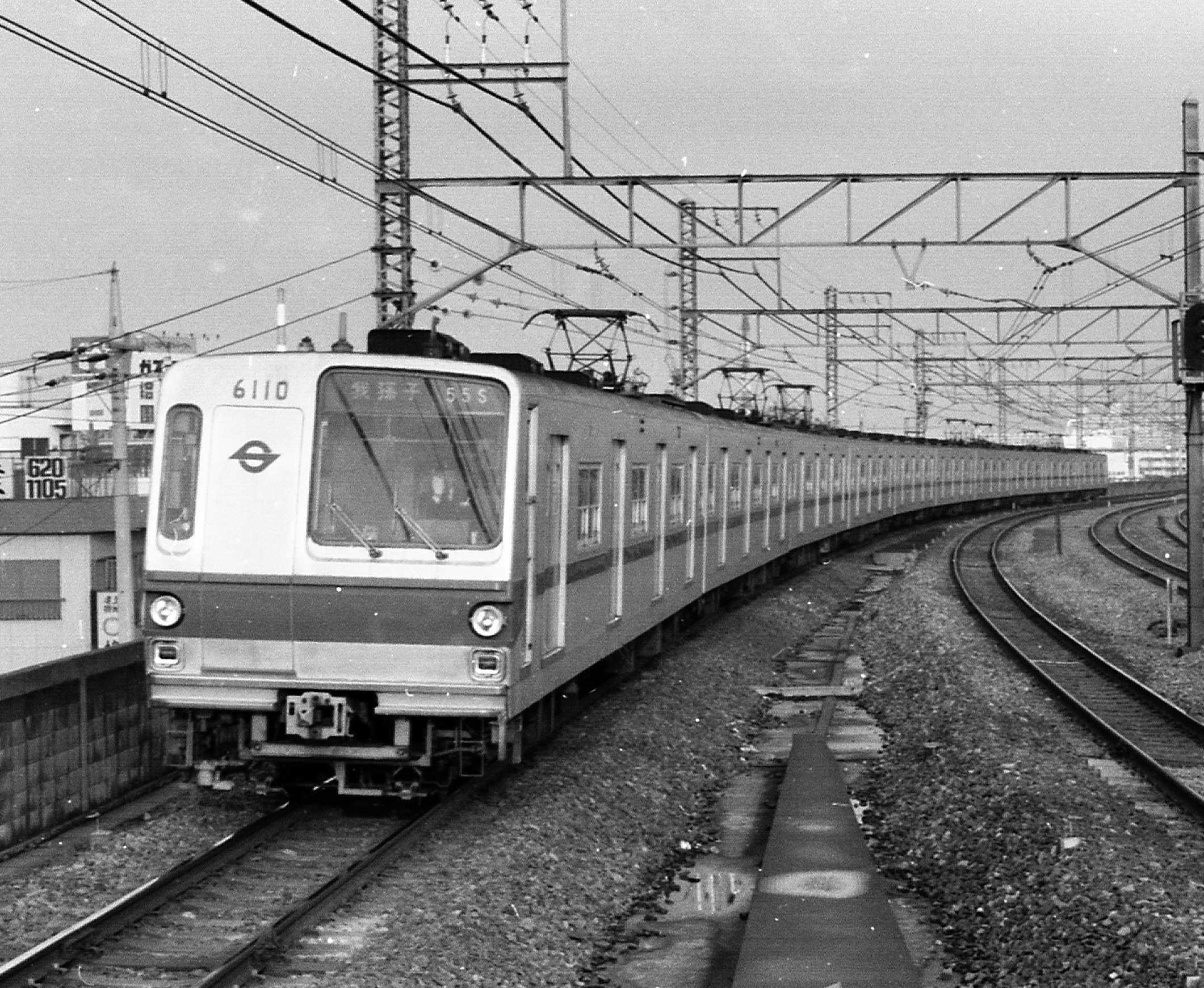
行駛常磐線的第10編成
（常磐線龜有站）

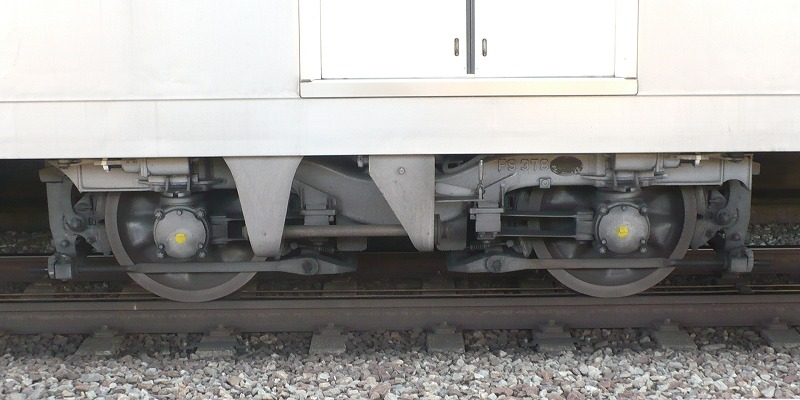
6000系1次量產車的S型轉向架（FS378型）

1971年（昭和46年）是千代田線最新型了列車，千代田線大手町站～霞關車站開業，製造了第02 - 13編成，1972年（昭和47年）代代木公園站的延伸線開業，第14 - 19編成開始投入運用，1次量產車一共有5間車輛製造公司合製，2次量產車除汽車製造以外一共有4間公司製造。1972年（昭和47年）榮獲鐵道之友會的桂冠獎，本型車採用與一次車和二次車相同的設計，在當時是一種新穎的風格。 由於下擺形狀的變化和規格的修改，車體重減輕到了4.1噸。
車內的配色設計與第二輛原型車等相同。另外，行李架是金屬絲網類型，並且側窗窗簾是灰色的。座椅與試作車相同的紅色，沒貫通門的牆面是木紋，有貫通門的牆面是米色。側車窗是使用2段上下窗。改善車內照明亮度，中間車5號車和6號車設有駕駛台，並且設有大橫截面的直通通道。
制軔系統採用較好控制的電器指令控制，轉向架使用FS378型，並且使用踏面制軔煞車。
補機M2車電動機（MG），空氣壓縮機（CP）是往復式C-2000M型。
1次量產車中第09編成和第11編成進行兩相雙斬波器方法實驗，是本型車最早引入這種控制方式，第09編成是1970年10月5日（昭和45年）改造，第11編成則是同年10月11日改造。然後，在千代田線和常磐線進行了各種測試之後，根據該測試結果，從第10編成之後採用兩相雙斬波器控制。1970年10月下旬（昭和45年）到1971年2月下旬（昭和46年）進行了其他編成改造。。

### 3次量產車（1977年）
1978年（昭和53年）代代木上原站開始延駛至小田急線，因此生產了第20及21編成。
從一出廠就配有與小田急直通運轉的保安系統（OM-ATS以及列車無線電系統）。另外包含列車行先顯示器、通過訊號、擋風玻璃除霜機，以及緊急逃生門。乘務員室車門改成較，矮的車門部分車廂與車廂間的貫通門改成了設有玻璃拉門。
至於控制裝置，晶閘管已從1300V規格更改為2500V規格的大負荷零件，並且針對轉向架進行了部分修改，由川崎重工以及日本車輛進行製造。
6920號車以及6911號車於1977年（昭和52年） 將斬波控制器改裝氟利昂沸騰冷卻系統，進行了與傳統強制扇熱風扇與新型散熱方式進行效果測試，測試效果相當良好，因此於半藏門線的8000系中正式採用此系統，此系統因此一直使用至更新控制設備企劃才移除。

### 4次量產車（1981年）

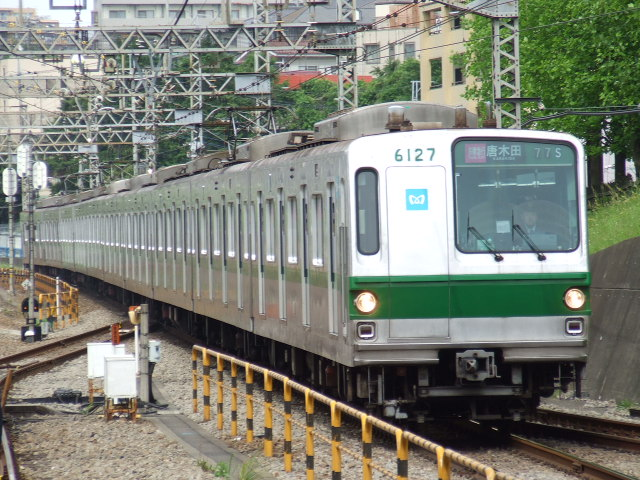
與小田急電鐵直通運轉的第27編成
（2007年5月16日 / 小田原線新百合丘站）

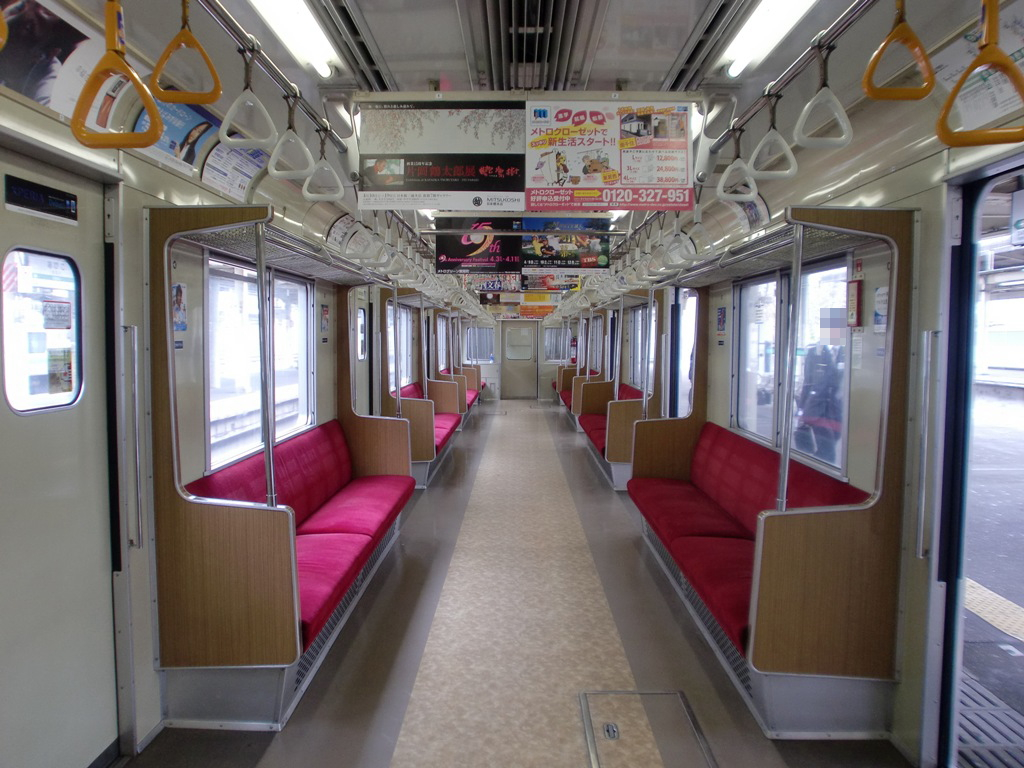
4次車的内裝

1981年（昭和56年）以後製造的4次車（第22 - 28編成），最初為了取代5000系10輛編成5組列，將5000系轉到東西線行使，以提高千代田線的運輸能力。
採用半藏門線的8000系設計，並且出廠時已完成安裝車內空調系統。車頂裝設是分散式空調，並且設有冷氣風道，風道內還設有空氣清淨鼓風機。列車側面行先指示器稍大（尺寸與8000系相同）。
側窗已從傳統的兩段式窗變為尺寸增大的單個下降窗，並且窗框變得更薄，在這部分大大的改變了當時列車側面的印象。座椅以長條椅設計，並且車廂與車廂間設有貫通門。座椅與車門間的擋風板改不與地面接觸，並且大大改變了外型，提升現代感。車內照明也重白熾燈改成日光燈管。列車設有自動廣播系統，於前後兩輛線頭車可以調整音量，讓乘客可以聽的更清楚廣播內容。
控制裝置的元件是反向傳導晶閘管，但是為了降低散熱噪音，已將冷卻方法從強制散熱系統改為氟利昂沸騰冷卻方法。轉向架改成轉彎曲線更佳的FS-378B型，空氣壓縮機（CP）是採用與8000系相同的低噪音C-2000L型。
部分車輛的CS-ATC系統是由報廢的5000系移裝到6000系，本次量產車由川崎重工、日本車輛以及近畿車輛製造。

### 5次量產車（1984年 - 1985年）

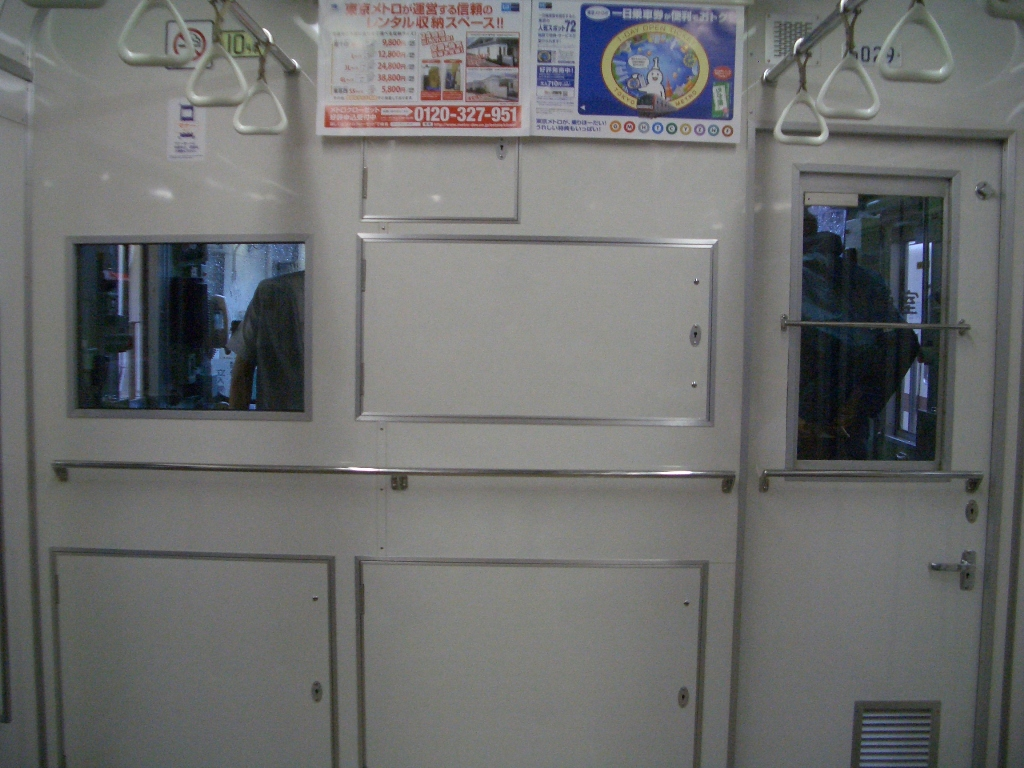
5次量產車的乗務員室隔牆
駕駛是後方的大窗

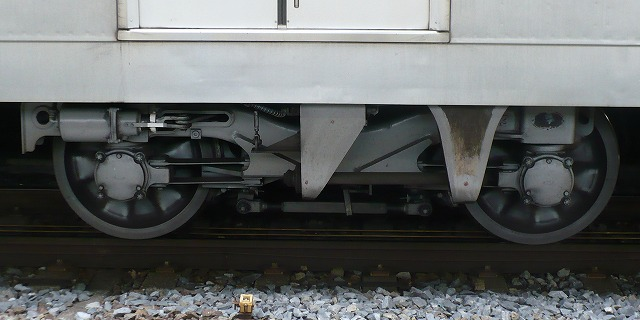
6000系5次量產車的FS523型轉向架

1984年（昭和59年）到1985年（昭和60年）生產的編成是第5次量產車，生產第29 - 32編成。
由4個公司製造， 主要用於增加千代田線的運輸量。更改了車頂曲線並將車內的天花板高度提高了45mm，車內顏色重新規劃，車內部分飾板以及車門邊的擋風板換成綠色。乘客車門門窗變大，座椅絨布改成綠色，設計大致與同時期製造銀座線的01系相同。
為了增加駕駛員的駕駛視野，因此將擋風玻璃擴大。列車自動廣播系統更新了音量大小可以更精細調整音量，不會與4次車一樣出現爆音，音量控制與4次車相同，僅前後兩輛先頭車可進行控制。另外，先頭車的車頭燈、車尾燈、行先顯示器以及車側燈皆改為LED燈（其他次車車燈也同時改成LED燈）。
空壓機改為線採用與01系相同的低噪音C-2000LA型。

### 6次量產車（1988年）

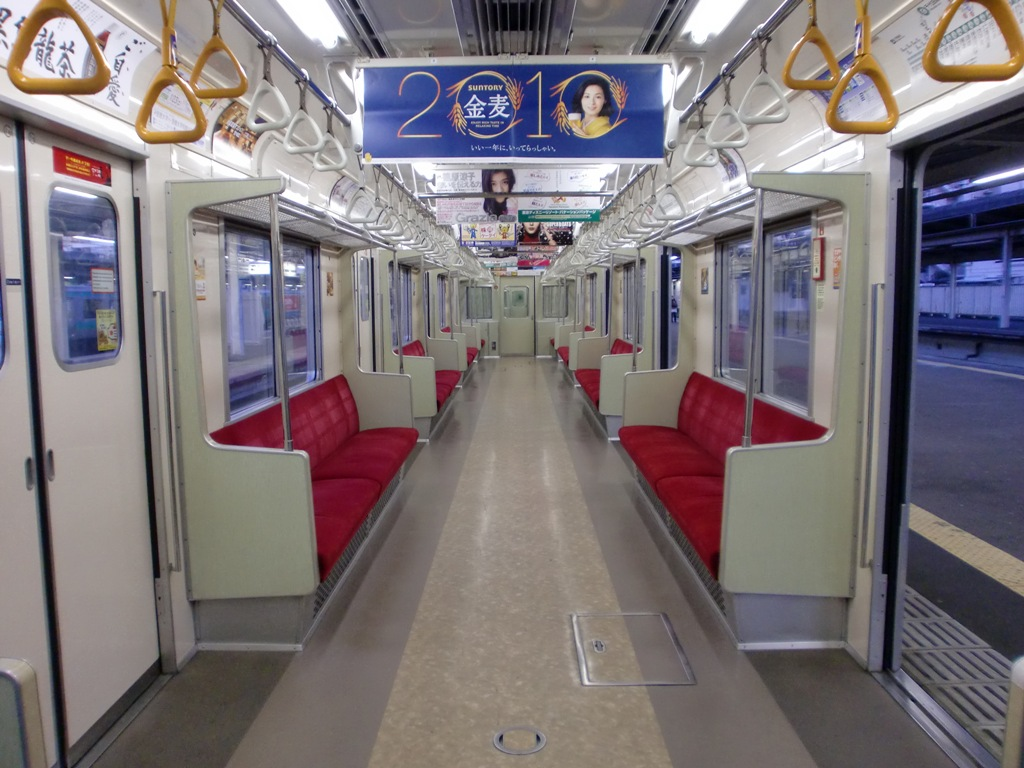
6次車的内裝

1988年（昭和63年）生產的編組為6次量產車（第33、34編成），是第一款出廠時就有裝設全車空調的列車，輸出功率為48.9kW (42,000kcal/h) ，外型為正方形，並安裝了兩個DC-DC轉換器（130kW）作為空調電源。車輛規格大致與5次車相同，僅些微更改，車廂地板改為雙色，飾板顏色改為較淺的顏色，窗戶改成由車外支撐。滅火器放置位置從原先掛與牆上改成設有專用儲放箱，駕駛室內的指示燈改成LED，並安裝了防雪制軔系統（在1985年內所有車輛上均安裝了防雪制軔系統），並取消了安裝在6100型上的集電弓。由近畿車輛製造。

### 7次量產車（1990年）

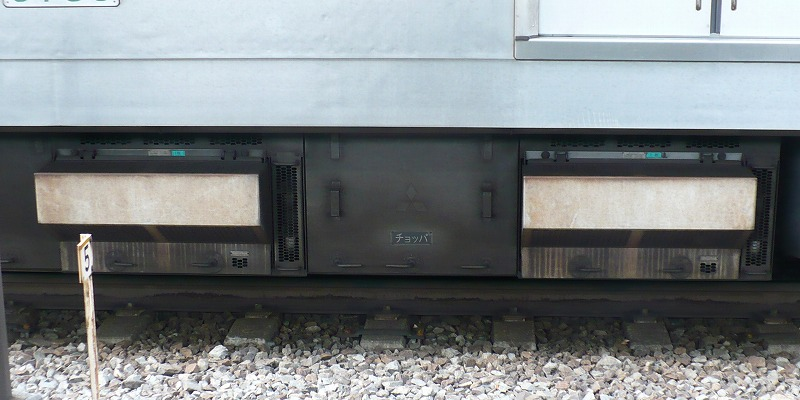
第35編成同型的GTO變頻器裝置
（THB-2L-23型）

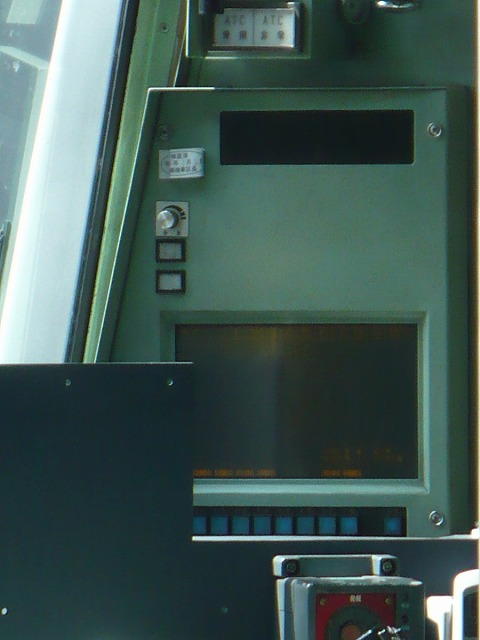
駕駛台旁的顯示設備

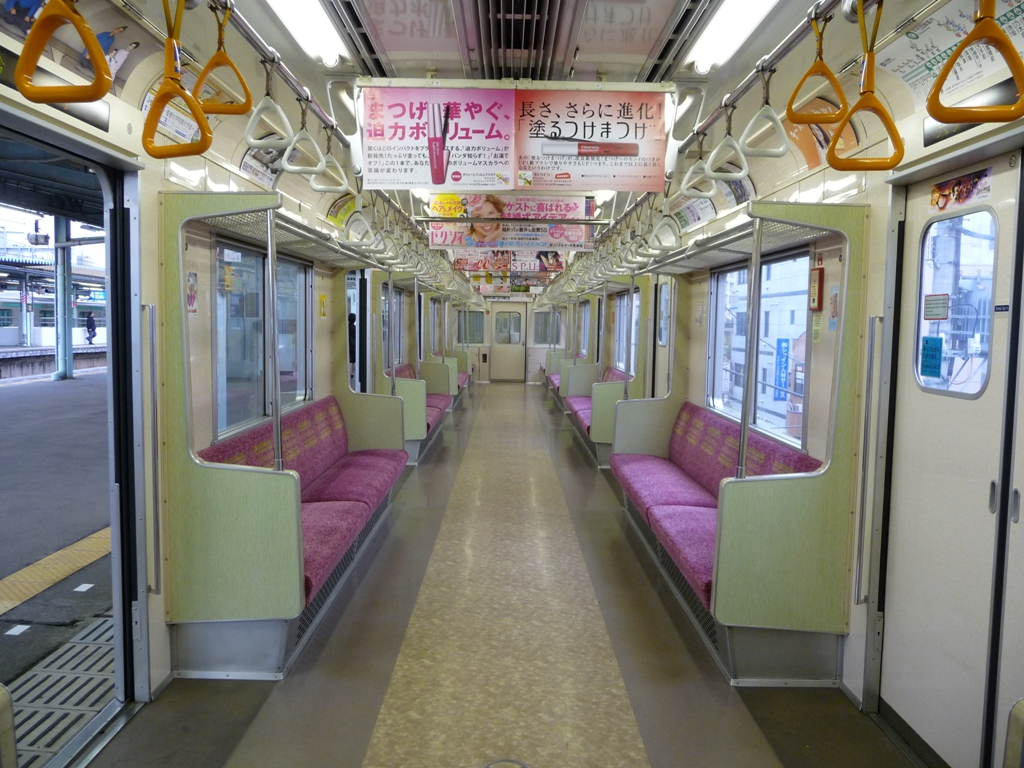
7次車的内裝
（座椅更換後）

1990年（平成2年）9月最後購入的增備車，第35編成，東急車輛製造。
主控制設備採用與其他車輛更新一樣的VVVF-GTO，由於車輛冷氣化的趨勢，但又必須減少車體重量，因此取消了2M車的GM電源供應器設計，另外，主電動機功率提升到155kW，直流轉換器提升至170kW。
外觀方面，早期塗裝是利用烤漆的方式上色，爲簡化流程改成貼附式，列車行先已從綠色背底更改為深藍色羅馬拼音子。列車內部，飾板改採用較光滑的材質，其餘配色與6次車一樣。駕駛室新增車輛故障檢視系統，以方便檢視車輛狀況。
從一出廠就配有外部揚聲器，開關門警鈴和自動廣播系統。 這與同時完成的8000系的第10編成以及前一年完成的7000系的第33、34編成相同，僅列車側面公司社徽的位置有些微不一樣。

## 編成型式變更工程
從2007年起，考慮編組型式以及平衡車輛性能，對於6M6T的列車變更如下。
|      | ← 本厚木・唐木田・代代木上原 方向 綾瀬・取手 方向→ |             |             |             |             |             |              |             |             |              |
| 車號 | 1                                                  | 2           | 3           | 4           | 5           | 6           | 7            | 8           | 9           | 10           |
| 型式 | 6100型 (CT1)                                       | 6300型 (M1) | 6400型 (M2) | 6500型 (Tc) | 6700型 (M1) | 6800型 (M2) | 6600型 (Tc') | 6200型 (T2) | 6900型 (M1) | 6000型 (CM2) |

至於制軔系統，VVVF變頻器控制車(於第02、04、08、09、14、16-21編成實施)已重新安裝接收器，為了統一控制制軔，因此採用了延遲控制，斬波控制車(於第34變成實施)同樣採用統一控制，因為控制裝置無法更換。
車內設備，9號車9600型沒有改變，2號車9300型新增了輪椅空間，8號車9800型的輪椅空間則是變成自由空間。

## 編組特徵

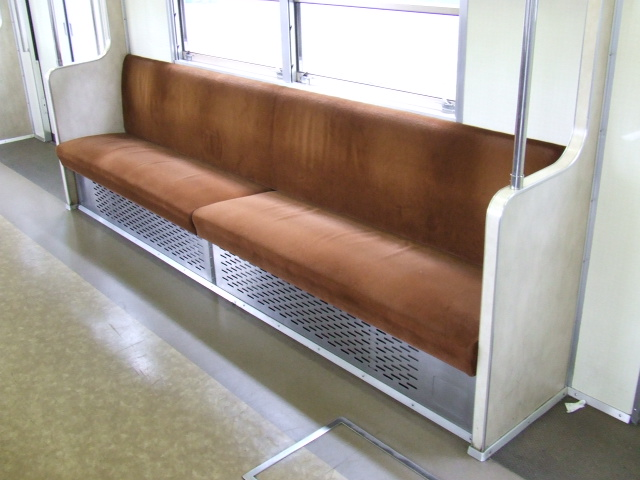
客用門間的座椅 （舊座布・3次量產車以後使用）
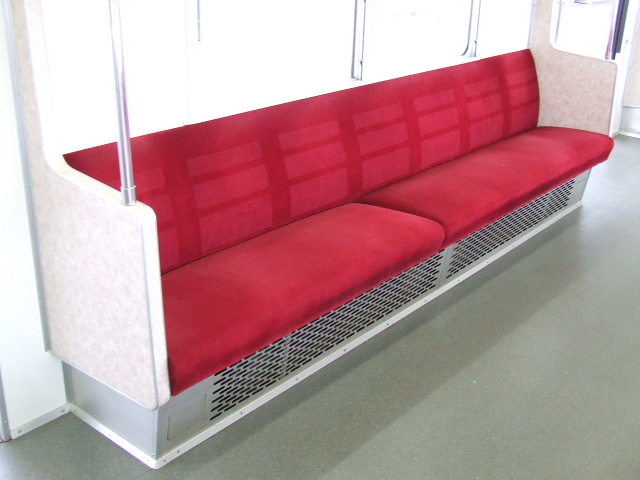
客用門間的座椅 （舊座布・4次量產車以後使用）
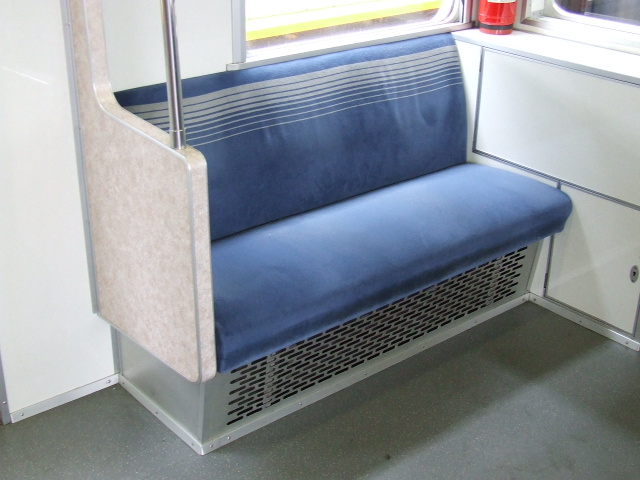
車端部優先席 （舊座布）
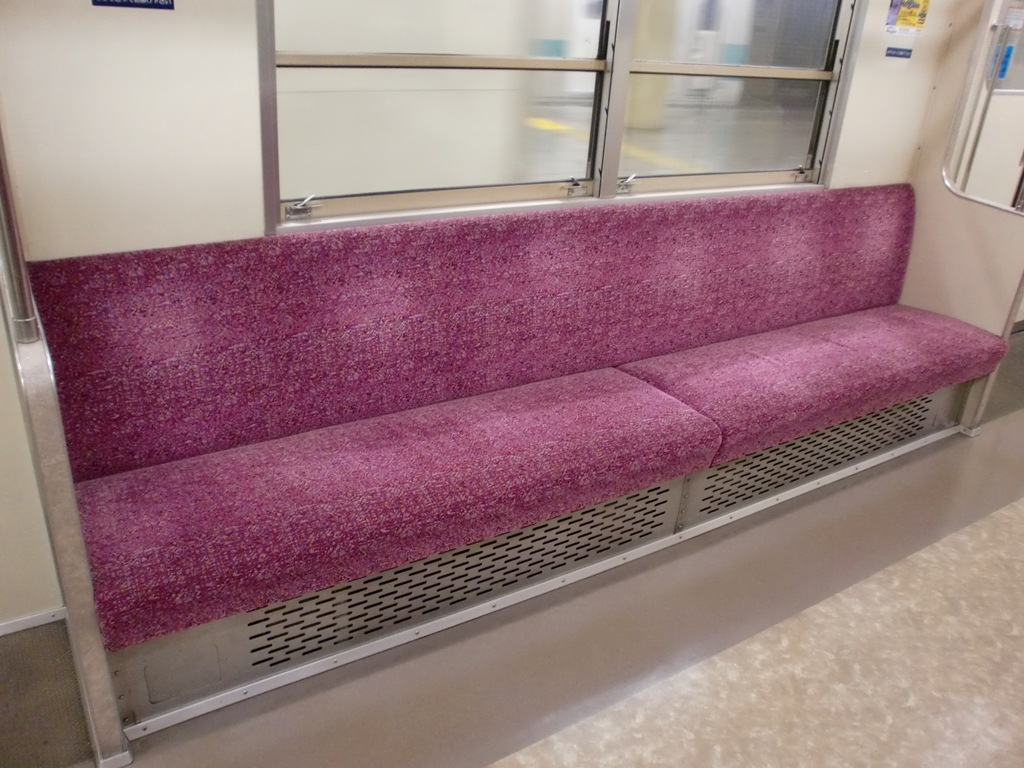
客用扉間的座椅 （新座布）
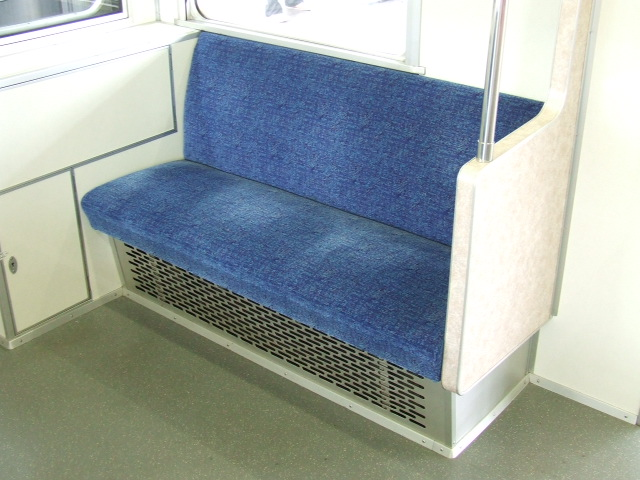
車端部座椅 （新座布）
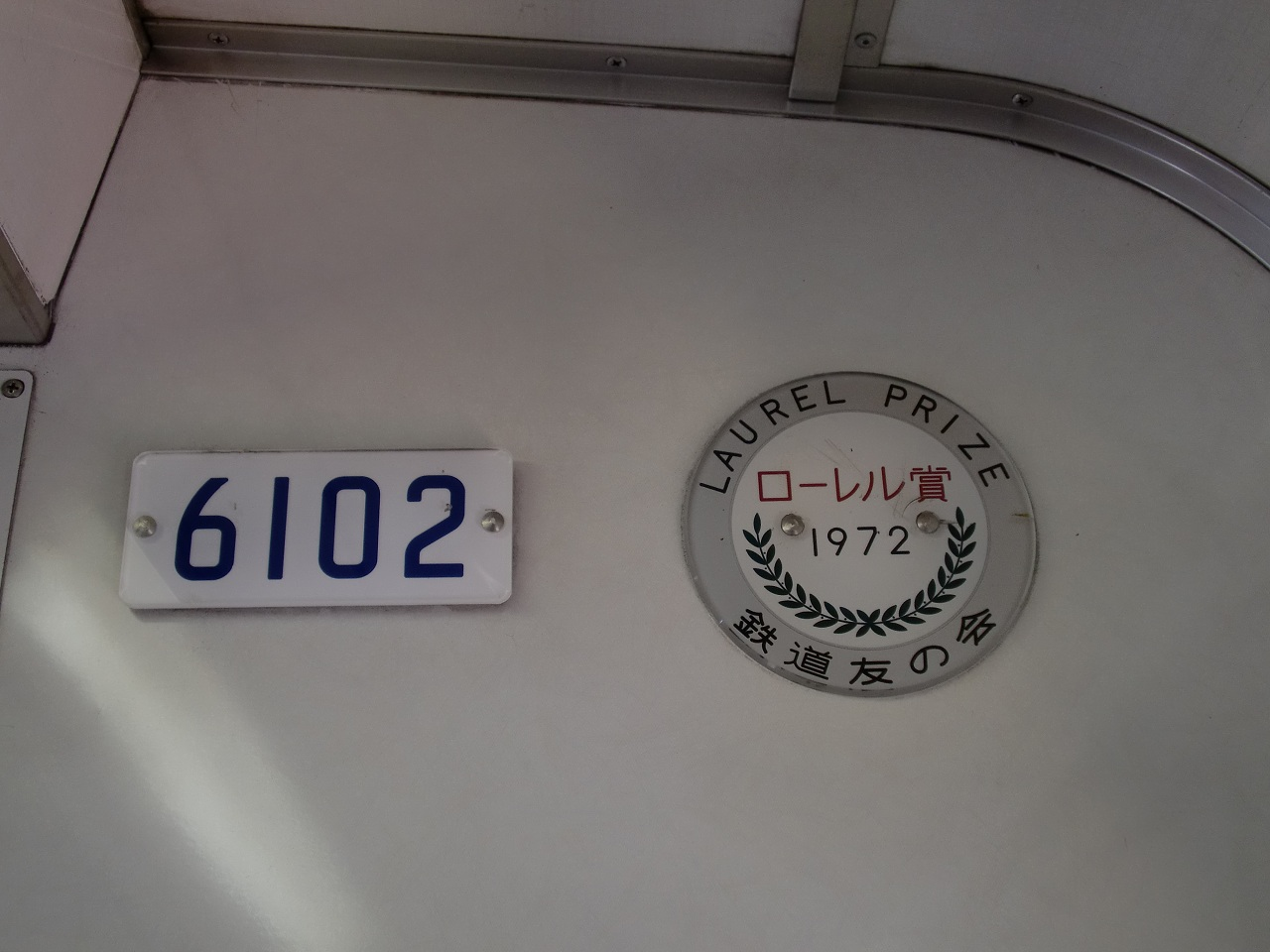
第02編成的先頭車設有 桂冠獎得獎紀念獎牌

以下截至2017年9月30日，除非“備註”中另有說明 。附加功能的安裝狀態因編成而有差異。
| - 控制裝置 - CHOP未更新（7個） - (1) … 23,25,26,27（4個） - (2) … 33,34,35（3個） - CHOP換裝過（9個） - 三菱製 … 03,05,10,15（4個） - 日立製 … 06,07,10 - 13（6個） - VVVF 3液位逆變器 6M4T編成（12個） 主電動機出力160kW - 三菱製 … 01,04,09,16,18,20,21（7個） - 日立製 … 02,08,14,17,19（5個） - VVVF 2液位逆變器 5M5T編成（7個） 主電動機（三相交流馬達）出力165kW 純電氣制軔 - 三菱製 … 22,24,30,32（4個） - 日立製 … 28,29,31（3個） | - ※1：LED式車旅客資訊顯示器+關門警鈴 … 03 - 05,08 - 10,16,22,24,28-32,35 - ※2：旅客資訊自動撥放 - ※3：駕駛室通用指示顯示器 - ※4：輪椅停放空間（編成中2輛配置） - ※5：貫通門擴大化 … 1次試作車,01 - 05,08 - 10,12 - 14,16 - 21 （1次試作車,第02 - 04,14,16 - 18,20,21編成是、部分貫通門的窗戶已經放大） - ※6：座椅布是標準型 - 咖啡色座椅 … 01,05 - 紅色座椅 … 26,34 - ※7：更新後的車内内装 - 1989年度 - 1991年度施工 … 化粧板・座椅隔板的顏色接近乳白色 - 1次試作車・03・05・07 - 10・12・13 - 1995年度 - 2000年度施工 … 化粧板是白色的、座椅隔板咖啡色的有花紋*** 01・02・04・06・11・14 - 21 - 2003年度 - 2004年度施工 … 化粧板是白色的、座椅隔板咖啡色的有花紋、門窗大(雙層門) - 24・28 - 2005年度 - 2007年度施工 … 化粧板是白色的、座椅隔板咖啡色的有花紋、門窗大(單層門) - 22・29 - 32 - ※8: 貫通通道寬（蘑菇型） … 06,07,11,15 - ※9: 冷空氣出口是子管道系統 … 08,09,10 |

| 編成編號與 製造次      | 車體製造廠   | 控制裝置(MT比)                    | 動向                 | 旅客資訊板、 關門警鈴 （※1） | 行先 顯示器 | 自動 撥放 （※2） | 運轉台 顯示器 （※3） | 輪椅 停放區 （※4） | 窗戶型態          | 備註                                                                             |
| ---------------------- | ------------ | --------------------------------- | -------------------- | ---------------------------- | ----------- | ---------------- | -------------------- | ------------------ | ----------------- | -------------------------------------------------------------------------------- |
| 1次試作車              | 汽車製造     | 電阻控制 2M1T                     | 運用終了（見備註欄） | 無                           | 幕式        | 無               | 無                   | 無                 | 2段窗             | 汽車製造製 2014年5月結束運用，2016年6月10日新木場回送。                          |
| 第01編成 （2次試作車） | 川崎重工業   | VVVF 3級 三菱 6M4T 編成型態變更過 | 讓渡到印尼           | 無                           | LED式       | 有               | 有                   | 有                 | 1 片窗 （改造）   | 座椅布是標準型(咖啡色)。無法行駛於小田急線。2016年5月9日運用終了・新木場回送。   |
| 第02編成 （1次車）     | 川崎重工業   | VVVF 3級 日立 6M4T 編成型態變更過 | 運用終了             | 無                           | LED式       | 有               | 有                   | 有                 | 1 片窗 （改造）   | 桂冠獎 裝設得獎紀念獎牌                                                          |
| 第03編成 （1次車）     | 川崎重工業   | CHOP （改裝三菱製）               | 報廢解體             | 有                           | LED式       | 有               | 有                   | 有                 | 2段窗             | 2011年9月廢車                                                                    |
| 第04編成 （1次車）     | 川崎重工業   | VVVF 3級 三菱 6M4T 編成型態變更過 | 報廢解體             | 有                           | LED式       | 有               | 有                   | 有                 | 1 片窗 （改造）   | 2016年3月25日廢車                                                                |
| 第05編成 （1次車）     | 川崎重工業   | CHOP （改裝三菱製）               | 讓渡到印尼           | 有                           | LED式       | 有               | 有                   | 有                 | 2段窗             | 座椅布是標準型(咖啡色)。小田急線乗り入れ不可。2012年9月廢車                      |
| 第06編成 （1次車）     | 日本車輛製造 | CHOP （改裝日立製）               | 讓渡到印尼           | 無                           | LED式       | 有               | 有                   | 有                 | 1 片窗 （改造）   | 2011年9月廢車                                                                    |
| 第07編成 （1次車）     | 日本車輛製造 | CHOP （改裝日立製）               | 讓渡到印尼           | 無                           | LED式       | 有               | 有                   | 有                 | 2段窗             | 2012年1月廢車                                                                    |
| 第08編成 （1次車）     | 東急車輛製造 | VVVF 3級 日立 6M4T 編成型態變更過 | 讓渡到印尼           | 有                           | LED式       | 有               | 有                   | 有                 | 2段窗             | 冷空氣出口是子管道系統。2016年6月20日運用終了・新木場回送。                      |
| 第09編成 （1次車）     | 川崎重工業   | VVVF 3級 三菱 6M4T 編成型態變更過 | 報廢解體             | 有                           | LED式       | 有               | 有                   | 有                 | 1 片窗 （改造）   | 冷空氣出口是子管道系統。2015年11月廢車                                           |
| 第10編成 （1次車）     | 近畿車輛     | CHOP （改裝過 '請參閱備註'）      | 報廢解體             | 有                           | LED式       | 有               | 有                   | 有                 | 2段窗             | 控制裝置6310由日立製、6710和6910由三菱製。冷空氣出口是子管道系統。2010年11月廢車 |
| 第11編成 （1次車）     | 日本車輛製造 | CHOP （改裝日立製）               | 讓渡到印尼           | 無                           | LED式       | 有               | 有                   | 有                 | 1 片窗 （改造）   | 2012年8月廢車                                                                    |
| 第12編成 （1次車）     | 汽車製造     | CHOP （改裝日立製）               | 讓渡到印尼           | 無                           | LED式       | 有               | 有                   | 有                 | 2段窗             | 汽車製造製 2011年9月廢車。2017年11月報廢解體。                                   |
| 第13編成 （1次車）     | 汽車製造     | CHOP （改裝日立製）               | 讓渡到印尼           | 無                           | LED式       | 有               | 有                   | 有                 | 2段窗             | 汽車製造製 2012年8月廢車。2017年11月報廢解體。                                   |
| 第14編成 （2次車）     | 川崎重工業   | VVVF 3級 日立 6M4T 編成型態變更過 | 報廢解體             | 無                           | LED式       | 有               | 有                   | 有                 | 1 片窗 （改造）   | 2016年1月25日廢車                                                                |
| 第15編成 （2次車）     | 川崎重工業   | CHOP （改裝三菱製）               | 讓渡到印尼           | 無                           | LED式       | 有               | 有                   | 有                 | 1 片窗 （改造）   | 2011年1月廢車                                                                    |
| 第16編成 （2次車）     | 川崎重工業   | VVVF 3級 三菱 6M4T 編成型態變更過 | 讓渡到印尼           | 有                           | LED式       | 有               | 有                   | 有                 | 1 片窗 （改造）   | 2016年7月19日運用終了・新木場回送。                                              |
| 第17編成 （2次車）     | 日本車輛製造 | VVVF 3級 日立 6M4T 編成型態變更過 | 讓渡到印尼           | 無                           | LED式       | 有               | 有                   | 有                 | 1 片窗 （改造）   | 2016年6月24日運用終了・新木場回送。                                              |
| 第18編成 （2次車）     | 東急車輛製造 | VVVF 3級 三菱 6M4T 編成型態變更過 | 讓渡到印尼           | 無                           | LED式       | 有               | 有                   | 有                 | 1 片窗 （改造）   | 2016年8月9日運用終了・新木場回送。                                               |
| 第19編成 （2次車）     | 近畿車輛     | VVVF 3級 日立 6M4T 編成型態變更過 | 讓渡到印尼           | 無                           | LED式       | 有               | 有                   | 有                 | 1 片窗 （改造）   | 2017年1月20日運用終了・新木場回送。                                              |
| 第20編成 （3次車）     | 川崎重工業   | VVVF 3級 三菱 6M4T 編成型態變更過 | 讓渡到印尼           | 無                           | LED式       | 有               | 有                   | 有                 | 1 片窗 （改造）   | 2017年5月23日運用終了・新木場回送。                                              |
| 第21編成 （3次車）     | 日本車輛製造 | VVVF 3級 三菱 6M4T 編成型態變更過 | 讓渡到印尼           | 無                           | LED式       | 有               | 有                   | 有                 | 1 片窗 （改造）   | 2017年4月21日運用終了・新木場回送。                                              |
| 第22編成 （4次車）     | 川崎重工業   | VVVF 2級 三菱 5M5T                | 讓渡到印尼           | 有                           | LED式       | 有               | 有                   | 有                 | 1 片窗 （新製時） | 2018年1月27日運用終了・新木場回送。                                              |
| 第23編成 （4次車）     | 日本車輛製造 | CHOP                              | 讓渡到印尼           | 無                           | 幕式        | 無               | 無                   | 無                 | 1 片窗 （新製時） | 2012年2月廢車                                                                    |
| 第24編成 （4次車）     | 川崎重工業   | VVVF 2級 三菱 5M5T                | 讓渡到印尼           | 有                           | LED式       | 有               | 有                   | 有                 | 1 片窗 （新製時） | 2017年3月27日運用終了・新木場回送。                                              |
| 第25編成 （4次車）     | 川崎重工業   | CHOP                              | 讓渡到印尼           | 無                           | 幕式        | 無               | 無                   | 無                 | 1 片窗 （新製時） | 2012年2月廢車                                                                    |
| 第26編成 （4次車）     | 日本車輛製造 | CHOP                              | 讓渡到印尼           | 無                           | 幕式        | 無               | 無                   | 無                 | 1 片窗 （新製時） | 2011年1月廢車                                                                    |
| 第27編成 （4次車）     | 日本車輛製造 | CHOP                              | 讓渡到印尼           | 無                           | 幕式        | 無               | 無                   | 無                 | 1 片窗 （新製時） | 座椅布是標準型(紅色)。2012年9月廢車                                              |
| 第28編成 （4次車）     | 川崎重工業   | VVVF 2級 日立 5M5T                | 報廢解體             | 有                           | LED式       | 有               | 有                   | 有                 | 1 片窗 （新製時） | 2015年12月廢車                                                                   |
| 第29編成 （5次車）     | 日本車輛製造 | VVVF 2級 日立 5M5T                | 讓渡到印尼           | 有                           | LED式       | 有               | 有                   | 有                 | 1 片窗 （新製時） | 2017年7月8日運用終了・新木場回送。                                               |
| 第30編成 （5次車）     | 近畿車輛     | VVVF 2級 三菱 5M5T                | 讓渡到印尼           | 有                           | LED式       | 有               | 有                   | 有                 | 1 片窗 （新製時） | 2018年11月11日運用終了                                                           |
| 第31編成 （5次車）     | 東急車輛製造 | VVVF 2級 日立 5M5T                | 讓渡到印尼           | 有                           | LED式       | 有               | 有                   | 有                 | 1 片窗 （新製時） | 2016年9月19日運用終了・新木場回送。                                              |
| 第32編成 （5次車）     | 川崎重工業   | VVVF 2級 三菱 5M5T                | 讓渡到印尼           | 有                           | LED式       | 有               | 有                   | 有                 | 1 片窗 （新製時） | 2017年2月10日運用終了・新木場回送。                                              |
| 第33編成 （6次車）     | 近畿車輛     | CHOP                              | 讓渡到印尼           | 無                           | 幕式        | 無               | 無                   | 無                 | 1 片窗 （新製時） | 最早進行編成重組，但後來企劃變更，因此沒有實行。2012年9月廢車                    |
| 第34編成 （6次車）     | 近畿車輛     | CHOP 編成型態變更過               | 讓渡到印尼           | 無                           | 幕式        | 無               | 無                   | 無                 | 1 片窗 （新製時） | 唯一重新編組過的斬波控制車。座椅布是標準型(紅色)。2012年8月廢車                  |
| 第35編成 （7次車）     | 東急車輛製造 | CHOP                              | 報廢解體             | 有                           | 幕式        | 有               | 有                   | 無                 | 1 片窗 （新製時） | 曾經進行編成重組，但後來企劃變更，因此沒有實行。2011年12月廢車                   |

1. ↑  1次試作車的側面的行先顯示器停用。
2. ↑  MT的配置が異なるため当初は組替対象外だったが、2012年7月に組み替えられた。
【東京メトロ】6000系第1編成運用復帰 （页面存档备份，存于） - ネコ・パブリッシング『鉄道ホビダス』 RM News 2012年7月18日
3. ↑  第35編成從出廠開始就具備車載廣播功能。
4. ↑  第35編成從出廠開始就配備了類似駕駛室的通用顯示器。

- 客用門間的座椅
（舊座布・3次量產車以後使用）
- 客用門間的座椅
（舊座布・4次量產車以後使用）
- 車端部優先席
（舊座布）
- 客用扉間的座椅
（新座布）
- 車端部座椅
（新座布）
- 第02編成的先頭車設有
桂冠獎得獎紀念獎牌

## 廣播系統與列車行先

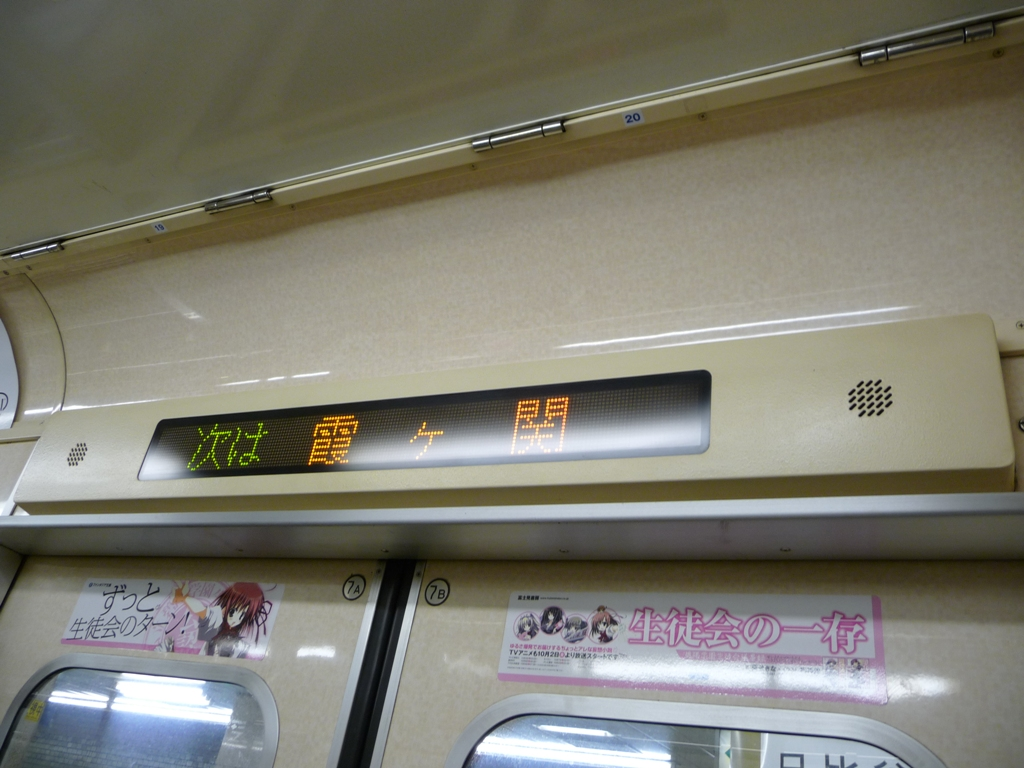
第35編成的LED式車列内訊顯示器

自動指南列車廣播系統僅在千代田線和小田急線上可用。
裝設最初並不支援英文廣播，且僅能播報千代田線及小田急的廣播，2004年4月隨著帝都高速度交通營團民營化，以及2008年6月副都心線開業，才開始支援英文廣播。
另外，車門上緣設有LED旅客資訊顯示器，並且於開關車門時會發出警示音，雖然播音系統未設置JR常磐線的播音，但LED顯示仍會於千代田線及小田急一樣顯示車種、行先、下一站站名以及轉乘資訊。
車門上的旅客資訊LED顯示器，於營團民營化後，旅客資訊板開始會顯示車站編號，但是在JR路線上，不適合顯示「For Yoyogi-uehara(C-01)」之類的長文字顯示，因此部分大寫字母的寬度變窄，並且顯示格式被更改。再這部分，JR線的站名有些會是固定顯示畫面上，有的則是會向左滾動，以顯示後半無法顯示的內容。
2005年8月24日進行了微調，從千代田線直通JR線的列車，會顯示「JR常磐線直通 ○○ ゆき For ○○ on the JR Line」；從千代田線直通小田急線的列車，會顯示「小田急線直通 ○○ ゆき For ○○ on the Odakyu Line」，自東京下地鐵開通以來，與小田急直通運轉就已開始，因此能顯示所有與小田急線直通的行車資訊。
第35編成雖然出廠時列車終點指示器是幕式的，但是車內旅客資訊板是使用LED的，並且設有自動到站廣播系統，由於顯示系統是採用06系的規格，因此字體上面與其他編成較為不一樣。
再第22、24、28及32編成中，設有催促上下車音效，主要用於尖峰上下班通勤時段，車站發車鈴響完後會有兩次語音「ドアが閉まります、ご注意下さい」（車門即將關閉  請小心），在小田急線上，與小田急的廣播相同。

## 運用
1次試作車僅使用於綾瀬站～北綾瀬站間的支線運用，2014年5月被05系列取代，並終止了運營。
其他的編組於千代田線綾瀬站至代代木上原站、直通運轉JR常磐線（各站停車）及小田急線間營運。2017年5月12日因小田急小田原線、多摩線開始啟用新標準無線電，而6000系因無改造企劃，因此退出直通運轉的運用。
如果時刻表被打亂，並且小田急線和千代田線的直通運轉停止，本型車通常不會在小田急線的代代木上原站～新宿站運行，其因是列車行先資訊無法顯示新宿站(16000系已新增可顯示新宿站，因此先在無此調度困擾)。

## 廢車

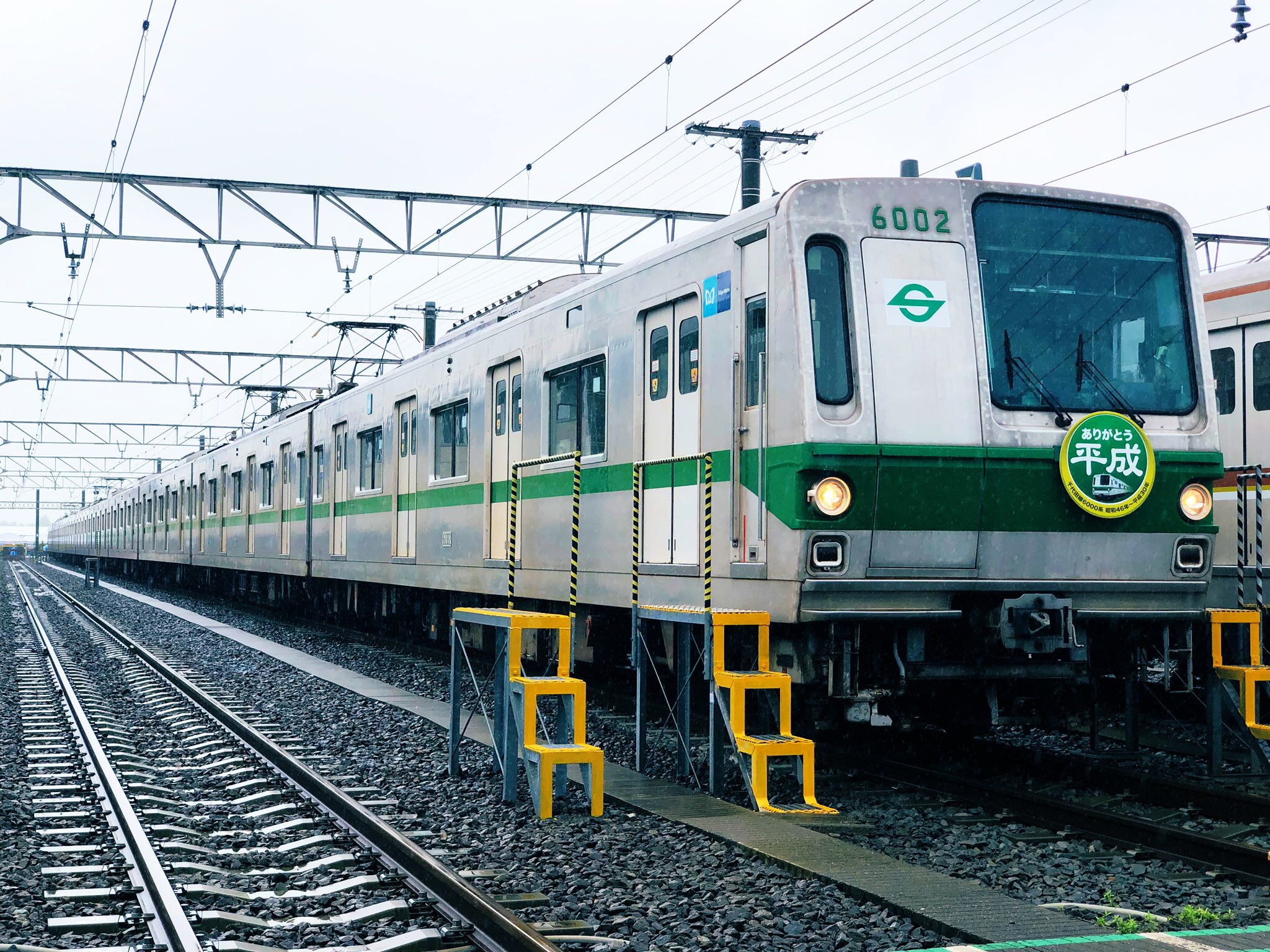
保存於新木場基地的02編成

關東各鐵道營運事業單位同時期新製造的列車已開始陸續報廢除籍，大部分的營運單位車輛更新方針是「10年小規模更新，20年大規模更新，30年最後小規模更新，40年報廢除籍」，6000系已經行駛了42年，直到2010年9月底才開始各種更新，而且也沒有報廢。
另一方面，千代田線已接近開業40週年，最舊的車輛已使用40多年了，同時小田急的安全系統開始更換為D-ATS-P。因此從 2010年起開始引入16000系，10輛編成共16列。
隨著16000系引入，本型車於2010年10月1日開始由第10編成開始報廢、解體，2012年16列斬波控制車全數退出營運，除了第03、10、35編成以外的13列，全數被讓渡到印尼雅加達的通勤線電動列車。2012年9月14日第27編成推出正班車的運用，斬波控制車正式完全推出千代田線的運用。第33及35編成原本有車輛更新企劃並且正在施作更新工程，但由於企劃變更，因此取消改裝並除役。
一次試做車截至2014年以服役了45年，因此於2014年5月16日退出正班車的運用，並且由05系取代。目前尚未解體，並且於新木場車輛基地進行動態保存，以及作為員工訓練中心的訓練車。
2015年隨著16000系4次車的引入，同年10月23日第09編成報廢解體，是VVVF車廢車的開始。2017年5月12日，小田急線開始使用新標準無線電，但由於本型車未納入更新目標，因此退出了在小田急線的服務，退出小田急線後，千代田線與常磐緩行線的直通運轉中，變得更加的密集，尤其尖峰通勤時段最多。由於千代田線開始安裝月台門，因此於2018年10月5日退出了定期班次的運用。
結束營運後，第02編（6102F）成於新木場車輛基地進行保存。

### 印尼雅加達讓渡
報廢後的6000系，被讓渡到印尼的通勤線電動列車公司（以下簡稱PT KCI），2010年第26編成以及第15編成於東京港開始依序裝船運送。隨後，2011年讓渡了第06、07、12、23、25、35編成。之後又讓渡了第05・11、13、27、33、34編成。
2016年開始讓渡VVVF控制的車輛，2016年讓渡了第01、08、16 ~ 19、24、31、32編成，2017年讓渡了第20、21、22、29編成，2018年讓渡了千代田線的最後一個編成，第30編成。
自2017年11月以來，第12和13編成已經報廢。截至2020年，KCI轄區內的01、06、08、16、25、29和34編成正在運營。

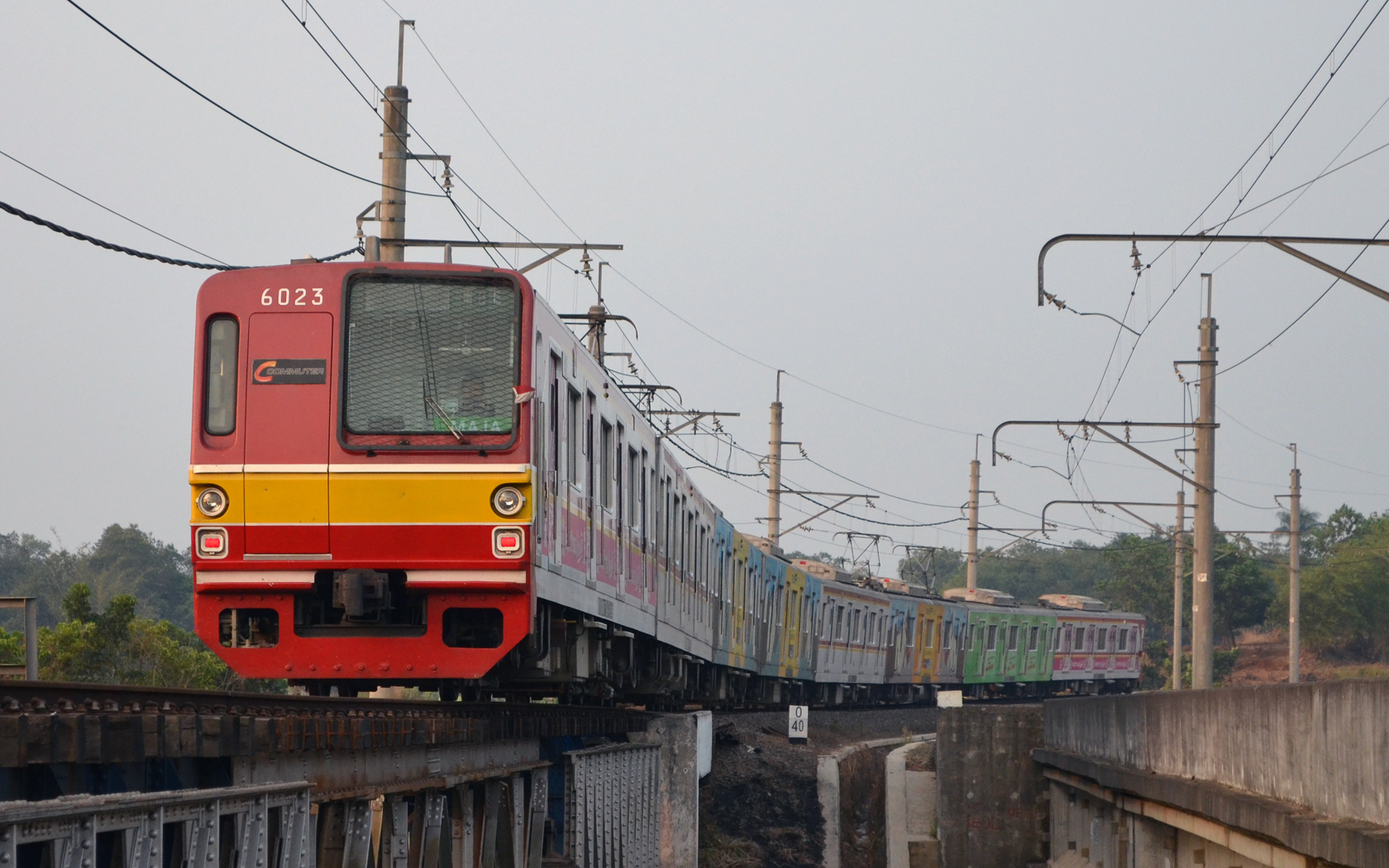
KCI最早導入營運的列車（斬波車，第23編成）
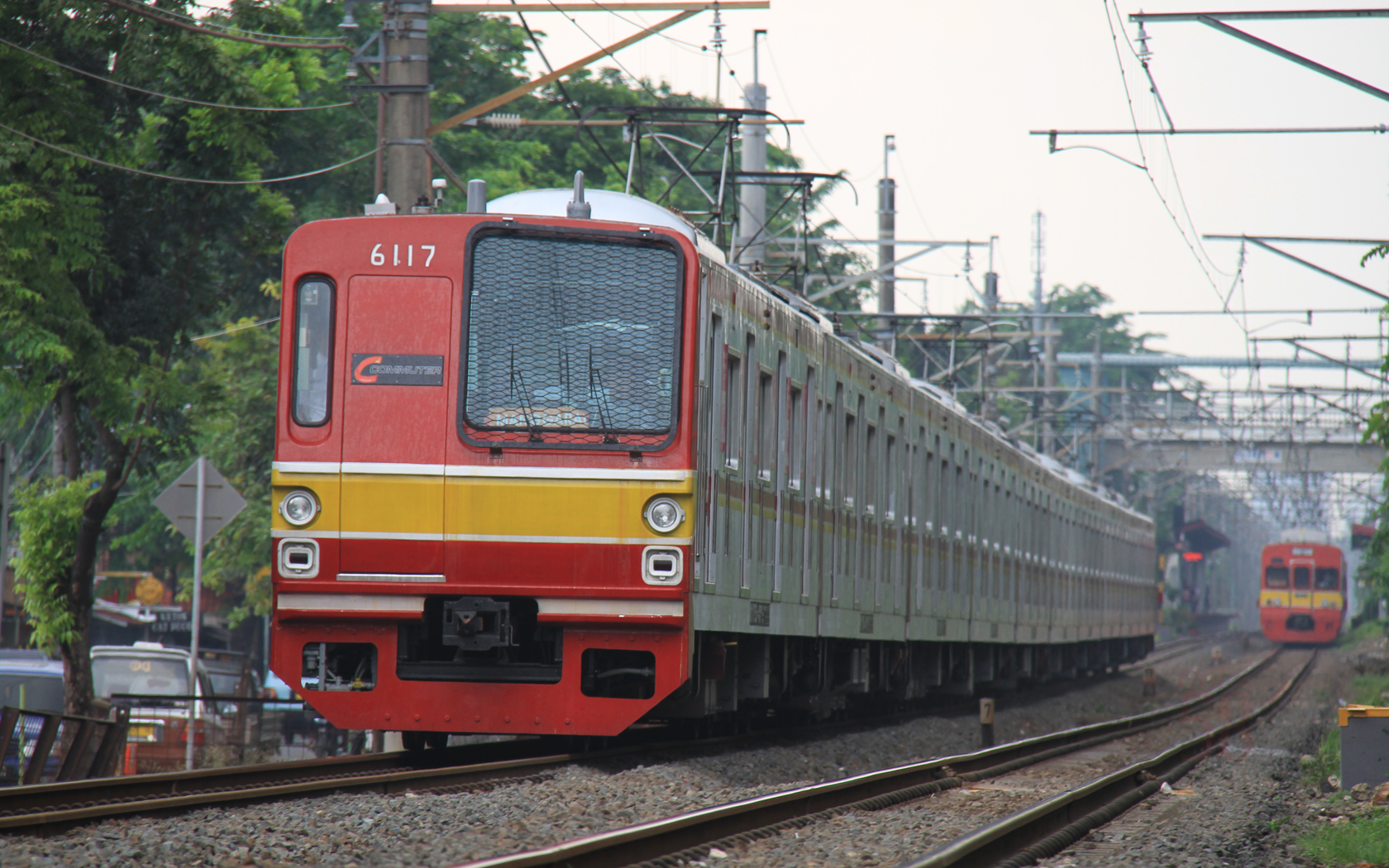
後期導入的列車（3級VVVF車，第17編成）
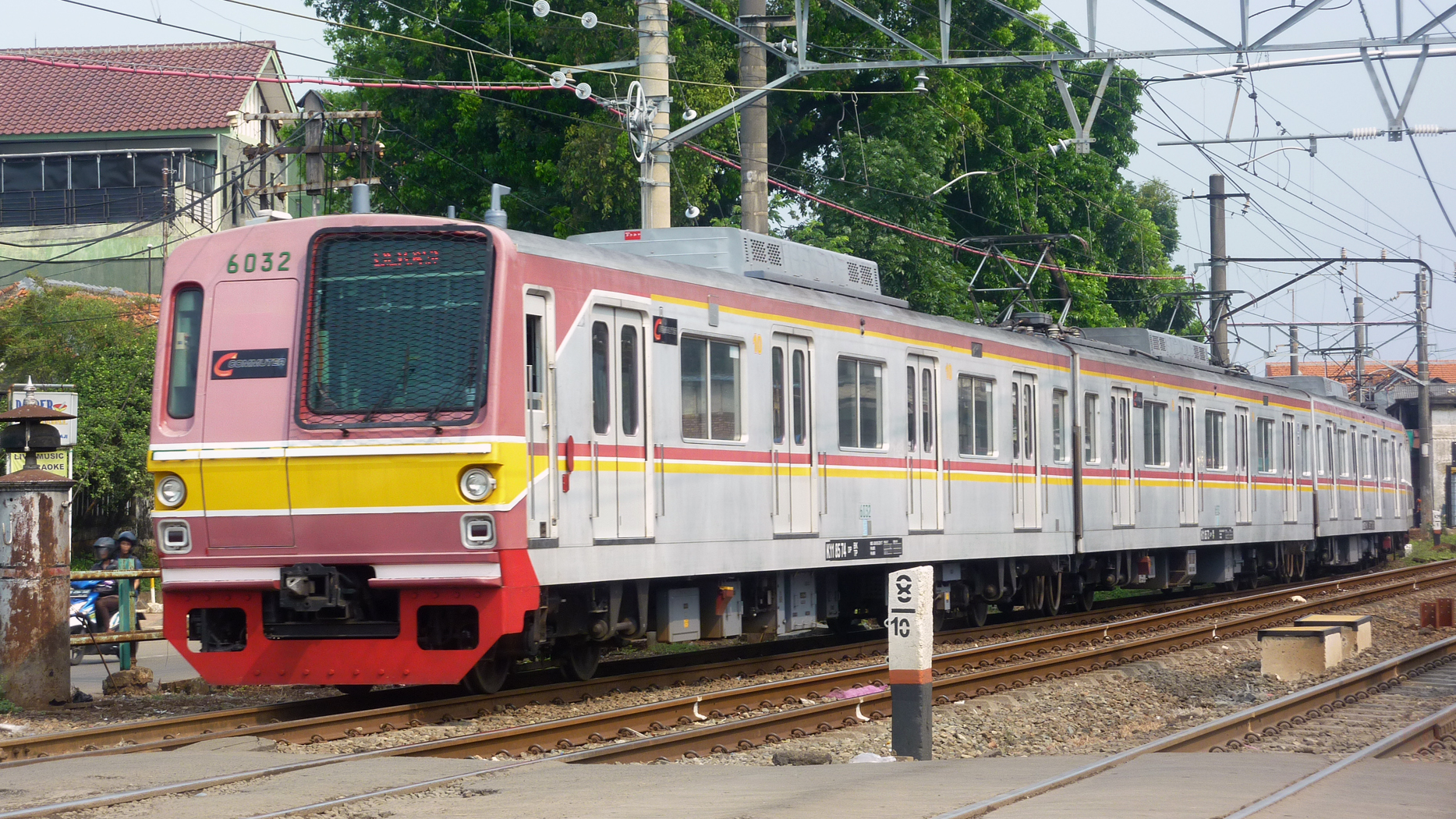
2級VVVF車，第32編成

## 其他
- 地鐵博物館中用作駕駛模擬器的駕駛室模型與5次汽車的外型基礎相同，車輛編號為「 6000」(1985年日本車輛製造)。
- 1997年（平成9年)所有列車上都貼有紀念“地鐵運行70週年紀念”的貼紙。
- 2004年（平成16年）9月26日當有樂町線新木場檢查區開放參觀時，作為「千代田ワープ号」的回程車次在新木場-櫻田門-（經過連接線）-霞關 - 北綾瀬間行駛。
- 2007年（平成19年）12月15日的綾瀬車輛基地開放參觀時，第03編成以及05編成貼有慶祝地下鐵開業80週年紀念貼紙。
- 2008年（平成20年）11月22日、西日暮里站關門時發生另外一側車門自動開啟事件[31]。

## 註譯
1. ↑  配屬當時行使至東陽町。1969年3月29日延駛至西船橋。
2. ↑  メトロアーカイブス「東西線・千代田線車輛（浦安駅）」記事内写真 （页面存档备份，存于）（東京地鐵官方檔案主頁，由都會文化基金會管理）由於6016號出現西船橋行的方向幕，從此可知曾經與5000系行使於東西線。
3. ↑  6002・6003・6011 - 6016是第2代。
4. ↑  最初是第33編成以及第35編成進行改造，但由於企劃變更而取消。
5. 1 2  6002・6014・6016是第2代。

## 外部連結
- 線別車両紹介（東京メトロの車両 > 千代田線6000系），存于